# Liste der Biografien/Jack
Liste der Biografien |
Portal Biografien |
Personensuche
# |
A |
B |
C |
D |
E |
F |
G |
H |
I |
J |
K |
L |
M |
N |
O |
P |
Q |
R |
S |
T |
U |
V |
W |
X |
Y |
Z |
?
 
Ja |
Jb |
Jd |
Je |
Jh |
Ji |
Jj |
Jl |
Jn |
Jm |
Jo |
Jp |
Jr |
Js |
Jt |
Ju |
Jv |
Jw |
Jy
 
Jaa |
Jab |
Jac |
Jad |
Jae |
Jaf |
Jag |
Jah |
Jai |
Jaj |
Jak |
Jal |
Jam |
Jan |
Jao |
Jap |
Jaq |
Jar |
Jas |
Jat |
Jau |
Jav |
Jaw |
Jax |
Jay |
Jaz
 
Jaca |
Jacc |
Jace |
Jach |
Jaci |
Jack |
Jacl |
Jacm |
Jacn |
Jaco |
Jacq |
Jacs |
Jacu |
Jacz
Die Liste der Biografien führt alle Personen auf, die in der deutschsprachigen Wikipedia einen Artikel haben. Dieses ist eine Teilliste mit 591 Einträgen von Personen, deren Namen mit den Buchstaben „Jack“ beginnt.

## Jack
- Jack (* 1997), vietnamesischer Popsänger, Rapper und Songwriter
- Jack the Ripper, Pseudonym für einen SerienmörderJack the Ripper

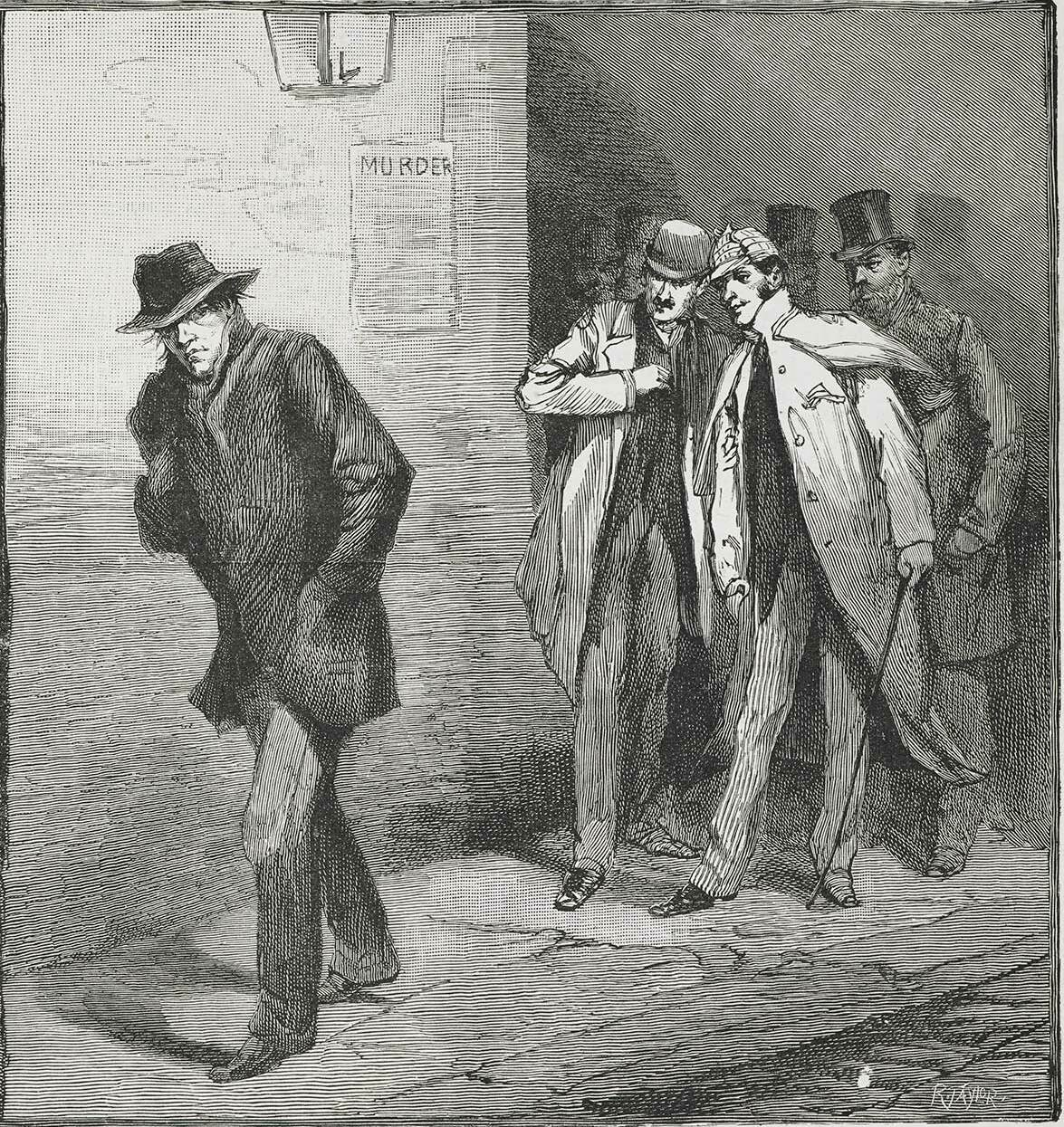
Jack the Ripper

- Jack the Stripper, englischer Serienmörder
- Jack, Albert (1856–1935), deutscher Architekt
- Jack, Alister (* 1963), schottischer Politiker der Konservativen Partei
- Jack, Andrew (1944–2020), britischer Stimmtrainer und Schauspieler
- Jack, Andrew Keith (1885–1966), australischer Physiker und Polarforscher
- Jack, Badou (* 1983), schwedisch-gambischer Boxer
- Jack, Beau (1921–2000), US-amerikanischer Boxer
- Jack, Belinda, britische Literaturwissenschaftlerin
- Jack, Brian (* 1988), US-amerikanischer Politiker der Republikanischen Partei
- Jack, Chris (* 1978), neuseeländischer Rugby-Union-Spieler
- Jack, David (1898–1958), englischer Fußballspieler und -trainer
- Jack, David Emmanuel (1918–1998), vincentischer Minister und Generalgouverneur von St. Vincent und die Grenadinen
- Jack, Fritz (1879–1966), deutscher Fechter
- Jack, Jarrett (* 1983), US-amerikanischer Basketballspieler
- Jack, John (1932–1988), schottischer Fußballspieler
- Jack, John (1933–2017), britischer Musiker (Posaune)
- Jack, Joseph Bernhard (1818–1901), deutscher Apotheker und Botaniker
- Jack, Kelvin (* 1976), Fußballtorhüter aus Trinidad und Tobago
- Jack, Laurence (* 1968), vanuatuischer Sprinter
- Jack, Mathias (* 1969), deutscher Fußballspieler und Fußballtrainer
- Jack, Myles (* 1995), US-amerikanischer American-Football-Spieler
- Jäck, Philipp Jakob († 1818), deutscher Mediziner
- Jäck, Regina-Elisabeth (* 1956), deutsche Politikerin (SPD), MdHB
- Jack, Robert (1877–1957), schottischer Physiker und Radiopionier
- Jack, Robert Logan (1845–1921), australischer Geologe und Paläontologe
- Jack, Ryan (* 1992), schottischer Fußballspieler
- Jack, Shayna (* 1998), australische Schwimmerin
- Jack, Sinead (* 1993), Volleyballspielerin aus Trinidad und Tobago
- Jack, Summers Melville (1852–1945), US-amerikanischer Politiker
- Jack, William (1788–1852), US-amerikanischer Politiker
- Jack, William (1930–2008), britischer Sprinter
- Jack-Denton, Mariam, gambische Politikerin

### Jacka
- Jacka, Benedict (* 1980), britischer Autor
- Jackaman, Clifford (1906–1966), britischer Offizier der RAF

### Jacke
- Jacke, Andreas (* 1966), deutscher Filmwissenschaftler
- Jacke, Anneliese (1908–1993), deutsche Leichtathletin
- Jacke, Christoph (* 1968), deutscher Kulturwissenschaftler und Hochschullehrer
- Jacke, Felix (1897–1954), deutscher Politiker (NSDAP), MdR
- Jacke, Heribert (1949–2022), deutscher Forstwissenschaftler und Hochschullehrer
- Jäcke, Michael (* 1961), deutscher Politiker (SPD)Michael Jäcke (* 1961)

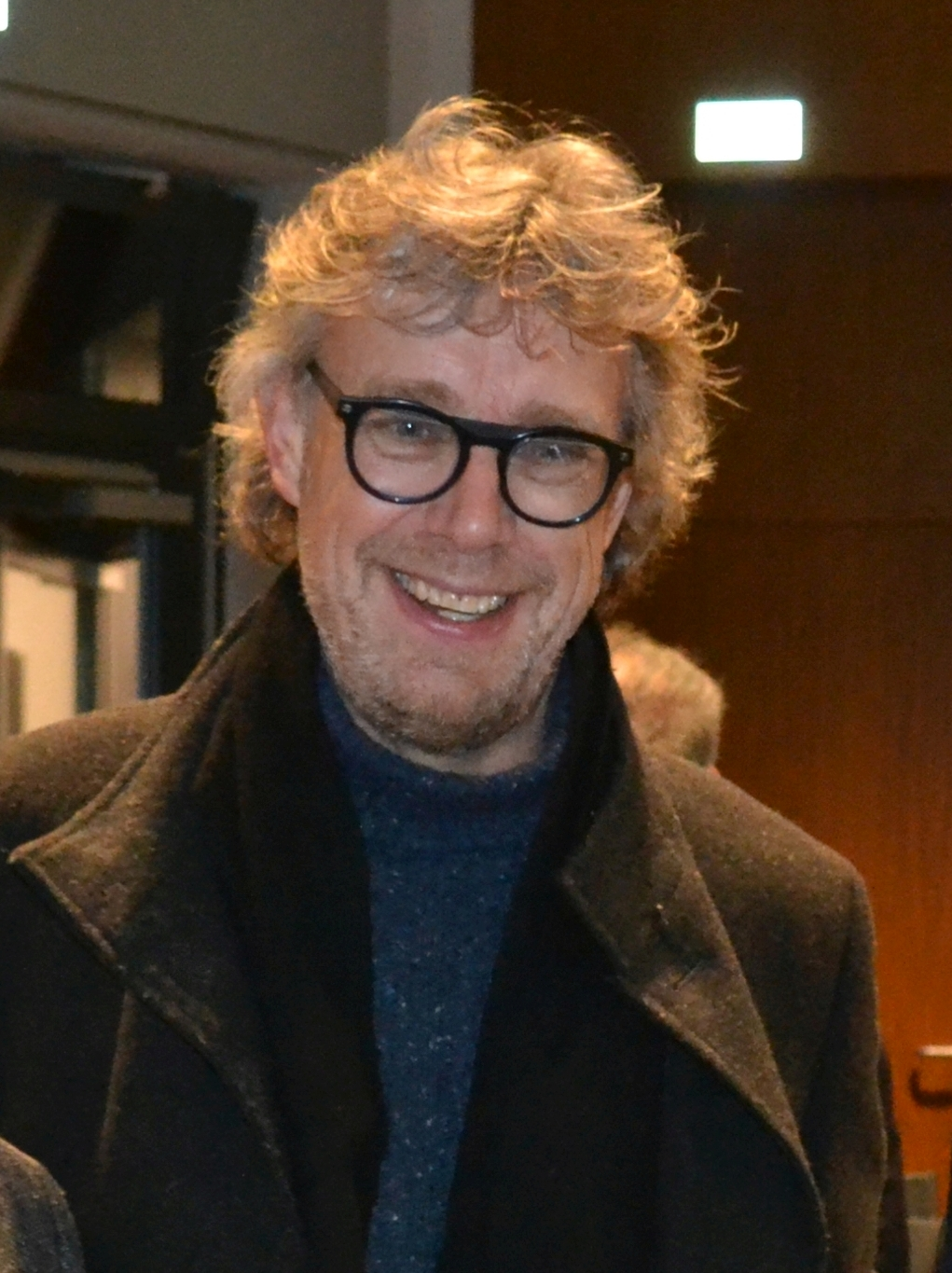
Michael Jäcke (* 1961)

- Jäckel, Andreas (* 1965), deutscher Politiker (CSU), MdL
- Jäckel, Andreas Johannes (1822–1885), deutscher Zoologe
- Jackel, Conny (1931–2008), deutscher Jazzmusiker
- Jäckel, Dirk (* 1966), deutscher Historiker
- Jäckel, Eberhard (1929–2017), deutscher ZeithistorikerEberhard Jäckel (1929–2017)

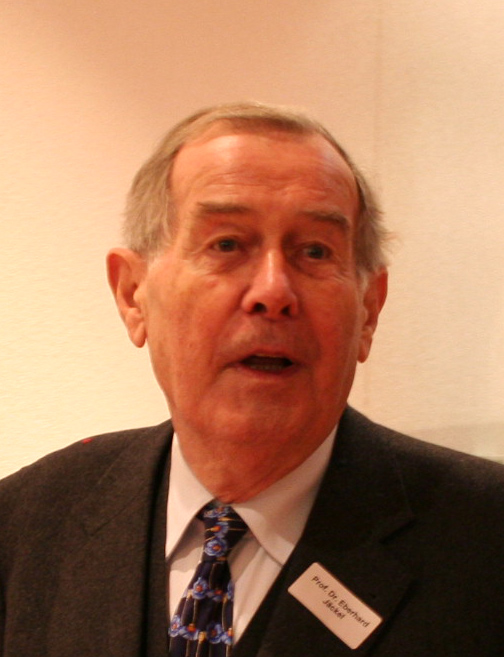
Eberhard Jäckel (1929–2017)

- Jäckel, Friedrich (1876–1960), österreichischer Architekt und Hochschullehrer
- Jäckel, Gerhard (* 1922), deutscher Schriftsteller und Drehbuchautor
- Jäckel, Günter (1926–2011), deutscher Literaturhistoriker, Hochschullehrer und Herausgeber
- Jäckel, Hans (1923–1994), deutscher Mathematiker und Rektor der Technischen Universität Chemnitz
- Jäckel, Hartmut (* 1930), deutscher Politikwissenschaftler
- Jäckel, Hermann (1869–1928), deutscher Politiker (SPD, USPD), MdR, Sächsischer Arbeitsminister
- Jäckel, Hildegard (1903–1974), deutsche Fotografin
- Jäckel, Horst (1933–2006), deutscher Maler, Betriebsratsmitglied der AEG, stellvertretender Vorsitzender des DGB-Berlin und Elektro-Ingenieur
- Jäckel, Joseph (1778–1849), Beamter und Autor
- Jäckel, Karin (* 1948), deutsche Buchautorin
- Jäckel, Kurt (1883–1966), deutscher Maler
- Jäckel, Kurt (1904–1937), deutscher Romanist
- Jäckel, Mathias Wenzel (* 1655), Bildhauer des böhmischen Barock
- Jäckel, Michael (* 1959), deutscher Soziologe
- Jackel, Mike (* 1959), deutsch-kanadischer Basketballspieler
- Jäckel, Sandra (* 1972), österreichische Politikerin (FPÖ), Mitglied des Bundesrates
- Jäckel, Thomas (* 1959), deutscher Ruderer
- Jackel, Thomas (* 1995), österreichischer Fußballspieler
- Jäckel-Engstfeld, Kerstin (* 1973), deutsche Journalistin
- Jackelén, Antje (* 1955), deutsch-schwedische lutherische Theologin, Erzbischöfin der Schwedischen KircheAntje Jackelén (* 1955)

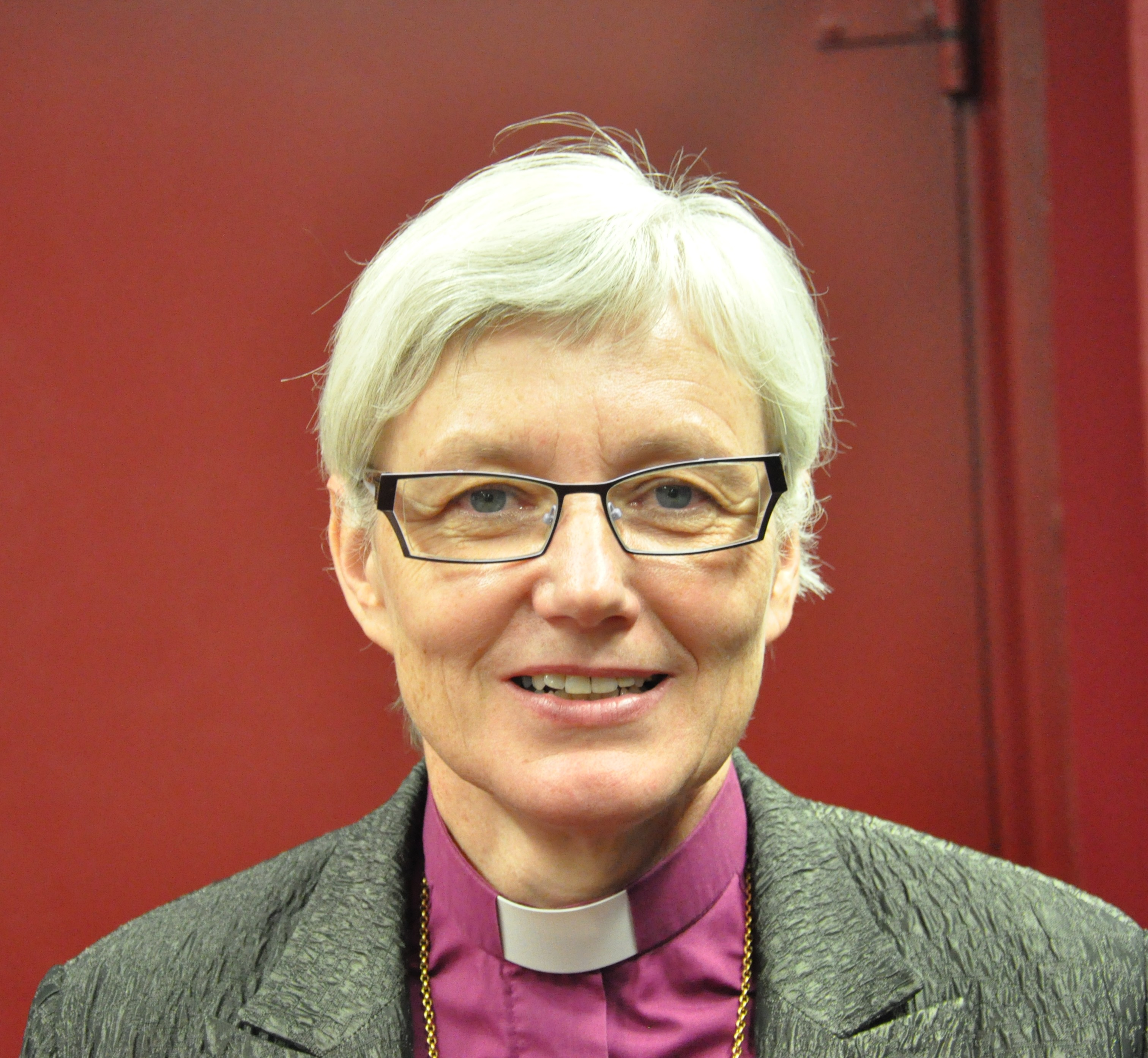
Antje Jackelén (* 1955)

- Jackels, Michael Owen (* 1954), US-amerikanischer Geistlicher, emeritierter römisch-katholischer Erzbischof von Dubuque
- Jackendoff, Ray (* 1945), US-amerikanischer Linguist
- Jäcker, Carl (1884–1974), deutscher Politiker (SPD), MdR
- Jacker, Corinne (1933–2013), US-amerikanische Dramatikerin und Drehbuchautorin
- Jäcker, Heinrich (1869–1949), deutscher Politiker (SPD), MdR
- Jäcker, Horst (* 1941), deutscher Politiker (CDU), MdL
- Jäcker, Johannes (1932–2013), deutscher Fußballtorhüter, Lehrer und Unternehmer
- Jackes, Arthur (1924–2000), kanadischer Hochspringer
- Jackes, Norway (1881–1964), kanadischer Ruderer
- Jacket, Iron († 1858), indianischer Häuptling
- Jackett, Kenny (* 1962), walisischer Fußballspieler und -trainer
- Jackevičius, Henrikas Boleslovas (* 1929), litauischer Politiker
- Jackēvičs, Aleksandrs (* 1958), sowjetischer Judoka
- Jackey Jackey (1833–1854), australischer Entdeckungsreisender

### Jackh
- Jäckh, Ernst (1875–1959), deutscher Schriftsteller und Publizist
- Jäckh, Eugen (1877–1954), württembergischer evangelischer Pfarrer

### Jacki
- Jacki-O (* 1975), US-amerikanische Rapperin
- Jackiewicz, Dawid (* 1973), polnischer Kommunalbeamter und Politiker, Mitglied des Sejm, MdEP
- Jackiewicz, Rafał (* 1977), polnischer Boxer
- Jackisch, Holger (1959–2001), deutscher Schriftsteller
- Jackisch, Klaus-Rainer (* 1964), deutscher Journalist
- Jackisch, Paul (1933–1999), deutscher Politiker (CDU), MdBB
- Jackisch, Peter (* 1963), deutscher Fußballspieler
- Jackiw, Roman (1939–2023), US-amerikanischer Physiker

### Jackl
- Jäckle, Benedikt, deutscher Jazzmusiker (Saxophon, Flöte, Bassklarinette)
- Jäckle, Herbert (* 1949), deutscher Entwicklungsbiologe
- Jäckle, Klaus (* 1963), deutscher Gitarrist, Komponist und Arrangeur in den Bereichen Klassik, Pop und Rock
- Jäckle, Nina (* 1966), deutsche Schriftstellerin und Autorenfilmerin
- Jäckle, Olivier (* 1993), Schweizer Fussballspieler
- Jäckle, Richard (1912–1990), deutscher Politiker (SPD)
- Jäckle, Uli (* 1961), deutscher Theaterregisseur
- Jäckli, Heinrich (1915–1994), Schweizer Geologe
- Jäckli, Johannes (1899–1989), Schweizer Künstler und Maler
- Jacklin, Julia (* 1990), australische Singer-Songwriterin
- Jacklin, Paula (* 1957), englische Dartspielerin
- Jacklin, Tony (* 1944), britischer Golfer
- Jäcklin-Holzach, Emanuel, Schweizer Kunstschreiner

### Jackm
- Jackman, Barret (* 1981), kanadischer Eishockeyspieler
- Jackman, Cassie (* 1972), englische Squashspielerin
- Jackman, David, britischer Musiker und Videokünstler
- Jackman, Donald C. (1954–2023), US-amerikanischer Genealoge
- Jackman, Douglas (1902–1991), britischer Offizier der Luftstreitkräfte des Vereinigten Königreichs
- Jackman, Fred (1881–1959), US-amerikanischer Kameramann, Filmregisseur und Spezialeffekt-Techniker
- Jackman, Henry (* 1974), britischer Filmkomponist
- Jackman, Hugh (* 1968), australischer SchauspielerHugh Jackman (* 1968)

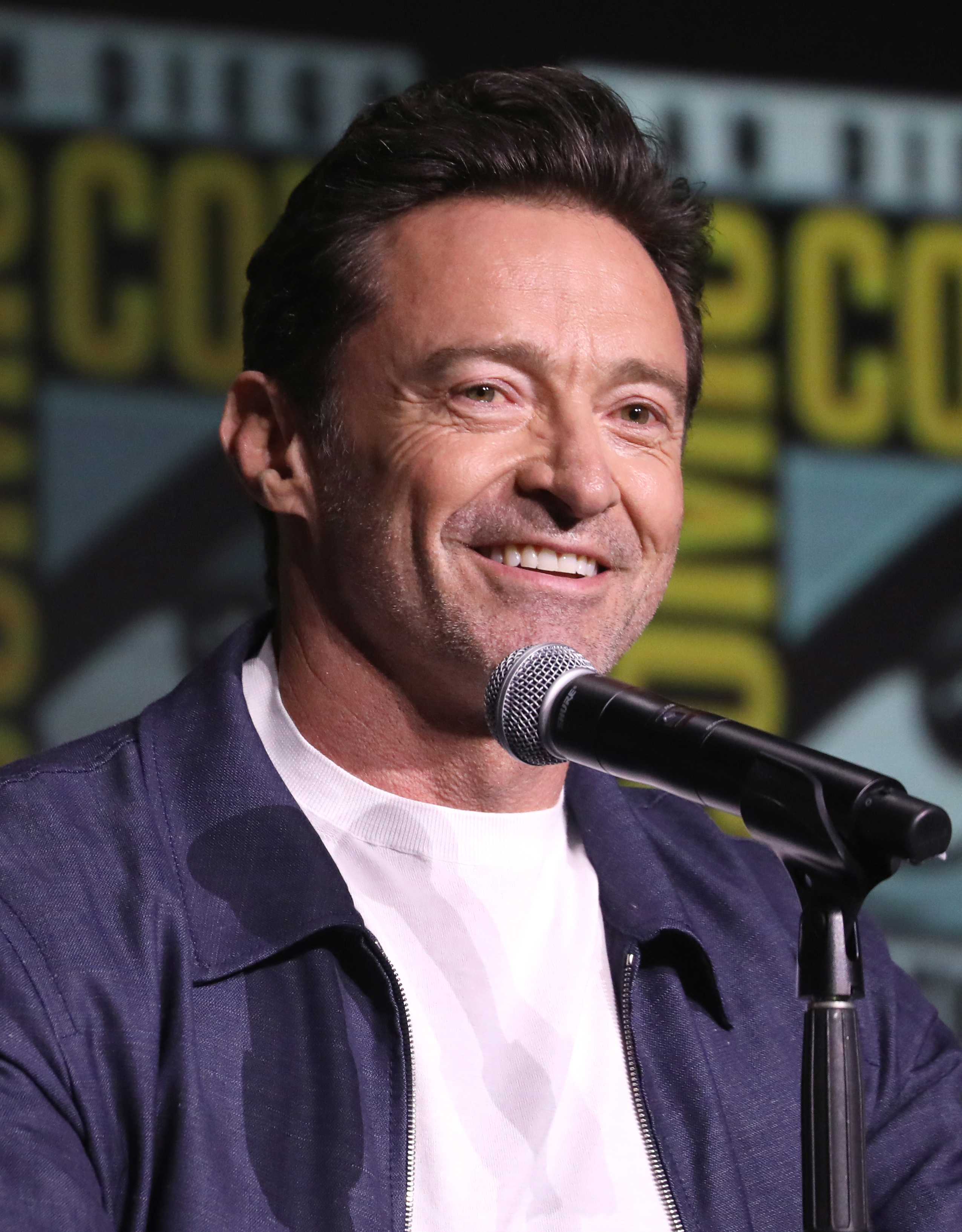
Hugh Jackman (* 1968)

- Jackman, Jermain (* 1995), britischer Popsänger
- Jackman, Jim (* 1957), US-amerikanischer Schauspieler
- Jackman, Lois (* 1937), australische Diskuswerferin
- Jackman, Michael A., Filmproduzent
- Jackman, Richard (* 1978), kanadischer Eishockeyspieler
- Jackman, Tim (* 1981), US-amerikanischer Eishockeyspieler
- Jackmaster (1986–2024), schottischer House-DJ

### Jacko
- Jackob, Nikolaus (* 1975), deutscher Kommunikationswissenschaftler und Hochschullehrer
- Jackob-Marks, Christine (* 1943), deutsche Malerin
- Jackou, Sanoussi (1940–2022), nigrischer Politiker
- Jacková, Jana (* 1982), tschechische Schachmeisterin
- Jackovich, Danijela (* 1994), australische Wasserballspielerin
- Jackow, François (* 1969), französischer Industriemanager
- Jackowska, Olga (1951–2018), polnische SängerinOlga Jackowska (1951–2018)

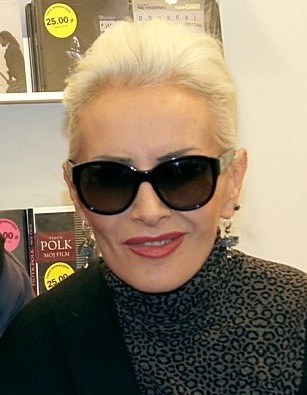
Olga Jackowska (1951–2018)

- Jackowski, Franz von (1885–1974), deutscher Maler
- Jackowski, Hiacynt von (1805–1877), preußischer Rittergutsbesitzer und Politiker
- Jackowski, Janine (* 1976), deutsche Filmproduzentin
- Jackowski, Selina von (* 1997), Schweizer Hürdenläuferin

### Jackp
- Jackpot, JayJay (1987–2020), deutsche Webvideoproduzentin, Komikerin, Influencerin und Laiendarstellerin

### Jacks
- Jacks, Brian (* 1946), britischer Judoka
- Jacks, James (1947–2014), US-amerikanischer Filmproduzent
- Jacks, May, britische Tennisspielerin
- Jacks, Ron (* 1948), kanadischer Schwimmer
- Jacks, Susan (1948–2022), kanadische Sängerin und Songschreiberin sowie Musikproduzentin
- Jacks, Terry (* 1944), kanadischer Sänger und Plattenproduzent
- Jacks, Will (* 1998), englischer Cricketspieler
- Jacks, Zenda (* 1955), britische Sängerin

#### Jackse
- Jacksepticeye (* 1990), irischer YouTuber

#### Jackso

##### Jackson

###### Jackson A
- Jackson and his Computer Band (* 1979), französischer Electro-Musiker

###### Jackson D
- Jackson do Pandeiro (1919–1982), brasilianischer Musiker

###### Jackson L
- Jackson Lee, Sheila (1950–2024), US-amerikanische Politikerin der Demokratischen Partei

###### Jackson, A
- Jackson, A. Y. (1882–1972), kanadischer Landschaftsmaler, Mitglied der Künstlergruppe Group of Seven
- Jackson, Adam (* 1994), englischer Fußballspieler
- Jackson, Adoree’ (* 1995), US-amerikanischer American-Football-Spieler
- Jackson, Al Jr. (1935–1975), US-amerikanischer Schlagzeuger, Musikproduzent und Songwriter
- Jackson, Alan (1933–1974), britischer Radrennfahrer
- Jackson, Alan (* 1938), englischer Fußballspieler
- Jackson, Alan (* 1940), britischer Jazzmusiker
- Jackson, Alan (* 1958), US-amerikanischer Country-MusikerAlan Jackson (* 1958)

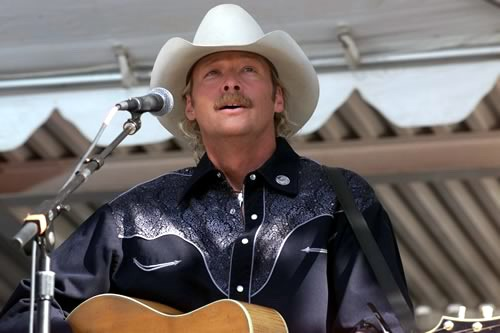
Alan Jackson (* 1958)

- Jackson, Albert Bruce (1876–1947), englischer Botaniker
- Jackson, Alden (1810–1877), US-amerikanischer Politiker
- Jackson, Alex (1905–1946), schottischer Fußballspieler
- Jackson, Alfred Metcalf (1860–1924), US-amerikanischer Politiker
- Jackson, Ali (* 1976), amerikanischer Jazzmusiker (Schlagzeug, Komposition)
- Jackson, Ali senior (1931–1987), amerikanischer Jazzmusiker (Kontrabass, Komposition)
- Jackson, Alice (* 1958), US-amerikanische Sprinterin
- Jackson, Alison (* 1960), britische Fotografin und Videokünstlerin
- Jackson, Alison (* 1988), kanadische Radrennfahrerin
- Jackson, Alphonso (* 1945), US-amerikanischer Politiker (Republikanische Partei), 13. Bauminister der Vereinigten Staaten
- Jackson, Alvin (* 1921), amerikanischer Jazzmusiker (Kontrabass)
- Jackson, Ambrose (1940–2009), amerikanischer Jazztrompeter und Komponist
- Jackson, Amos H. (1846–1924), US-amerikanischer Politiker
- Jackson, Amy (* 1992), britische Schauspielerin und ModelAmy Jackson (* 1992)

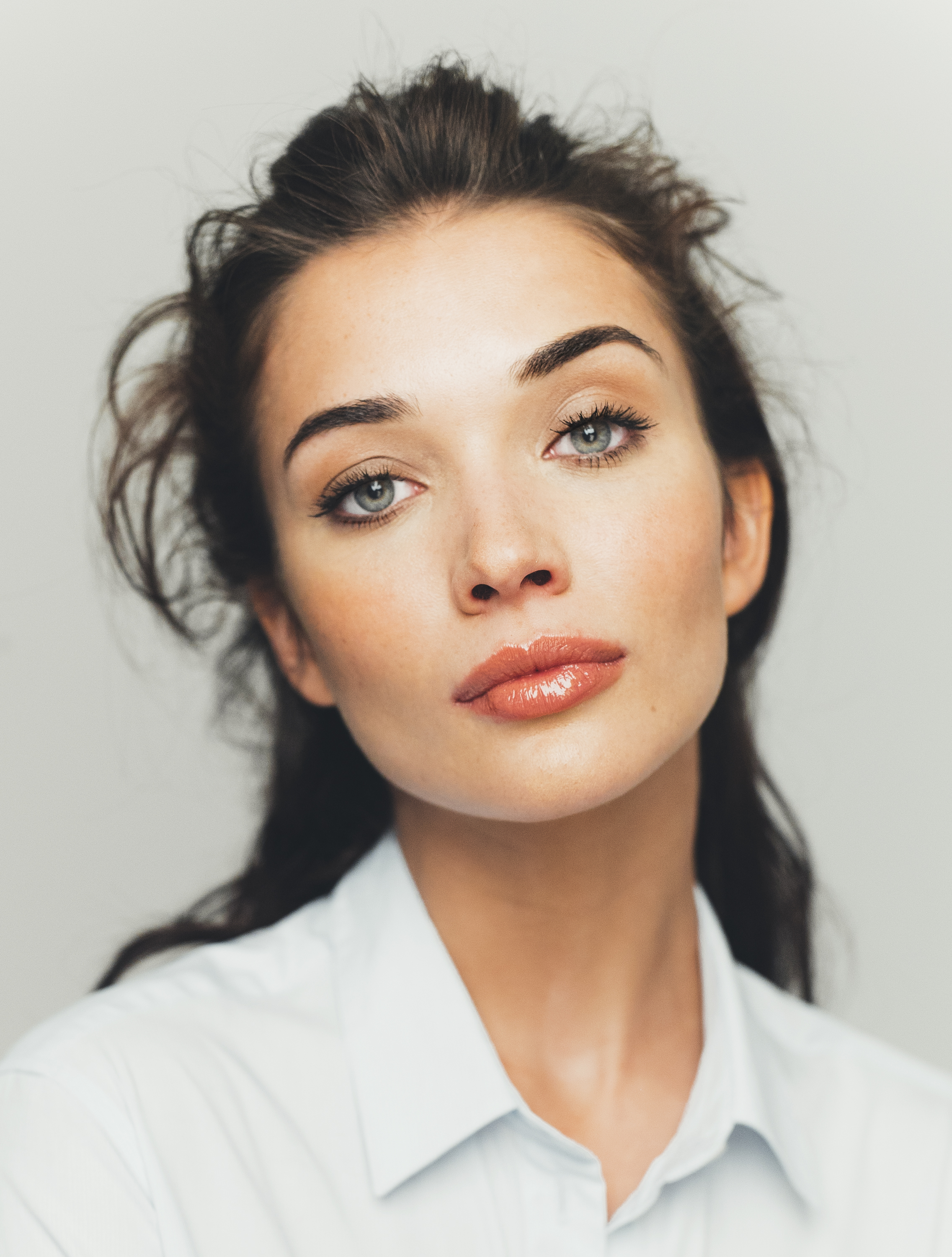
Amy Jackson (* 1992)

- Jackson, Andrew, australischer VFX Supervisor
- Jackson, Andrew, britischer Toningenieur und Musiker
- Jackson, Andrew (1767–1845), US-amerikanischer Politiker, 7. Präsident der USA (1829–1837)Andrew Jackson (1767–1845)

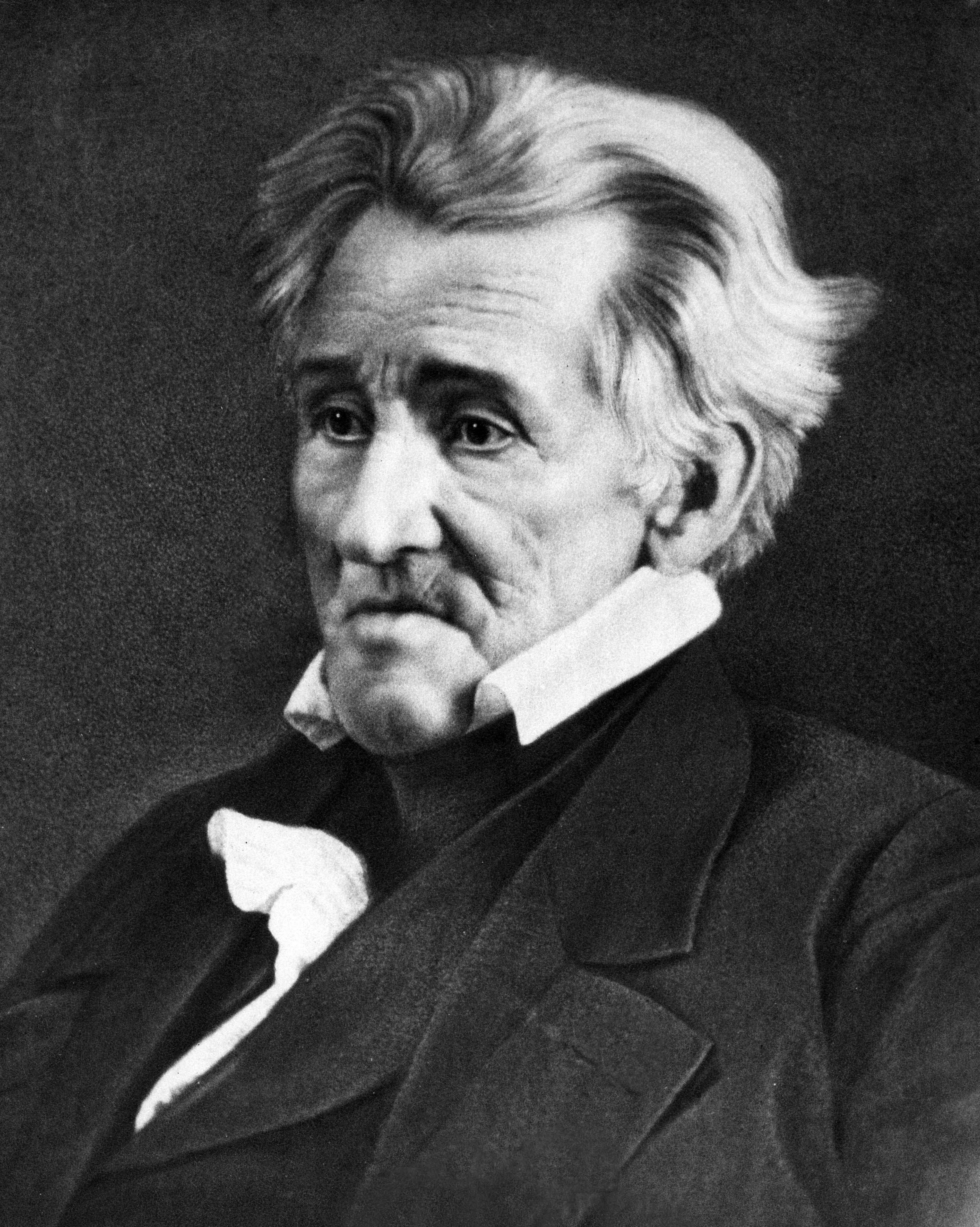
Andrew Jackson (1767–1845)

- Jackson, Andrew D. (* 1941), US-amerikanischer Physiker
- Jackson, Anne (1925–2016), US-amerikanische Schauspielerin und Filmproduzentin
- Jackson, Anthony (* 1952), US-amerikanischer E-Bassist
- Jackson, Armand (1917–1985), US-amerikanischer R&B- und Bluesmusiker
- Jackson, Arnold (1891–1972), britischer Leichtathlet
- Jackson, Arthur (1918–2015), US-amerikanischer Sportschütze
- Jackson, Austin (* 1987), US-amerikanischer Baseballspieler
- Jackson, Austin (* 1999), US-amerikanischer American-Football-Spieler

###### Jackson, B
- Jackson, Barry (1938–2013), englischer Schauspieler
- Jackson, Barry (* 1941), britischer Sprinter
- Jackson, Benjamin Daydon (1846–1927), englischer Botaniker, Bibliograph und Taxonom
- Jackson, Bernie (* 1961), US-amerikanischer Sprinter
- Jackson, Bershawn (* 1983), US-amerikanischer Leichtathlet
- Jackson, Bo (* 1962), US-amerikanischer Football- und Baseballspieler
- Jackson, Bo Weavil, US-amerikanischer Bluessänger und -gitarrist
- Jackson, Bob (1896–1968), englischer Fußballspieler und -trainer
- Jackson, Bob (* 1957), US-amerikanischer Schwimmer
- Jackson, Bobby (* 1973), US-amerikanischer Basketballspieler
- Jackson, Brandon T. (* 1984), US-amerikanischer Schauspieler und KomikerBrandon T. Jackson (* 1984)

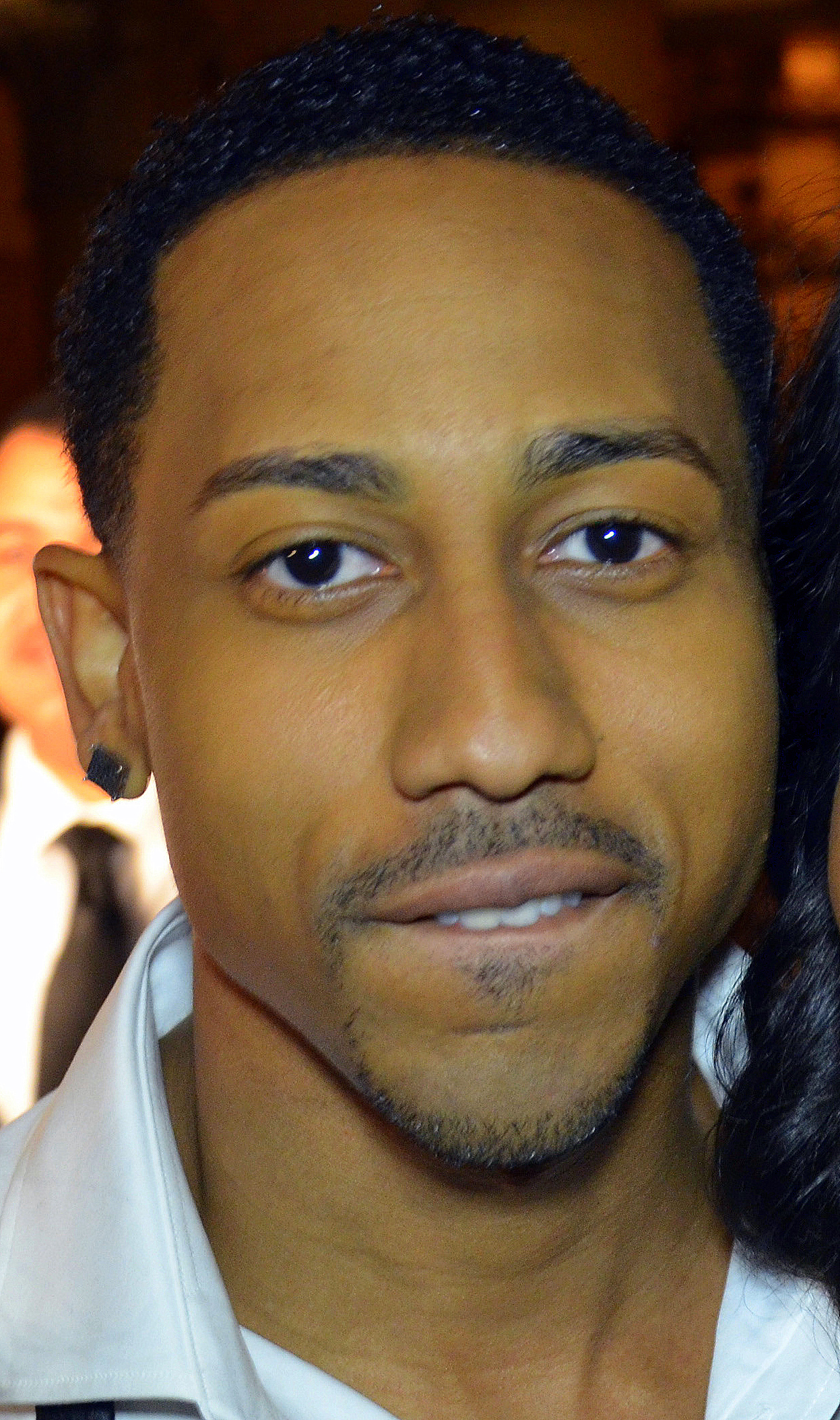
Brandon T. Jackson (* 1984)

- Jackson, Brendan (1935–1998), britischer Offizier der Luftstreitkräfte des Vereinigten Königreichs
- Jackson, Brian (1933–2020), englischer Fußballspieler
- Jackson, Bruce (* 1936), US-amerikanischer Kulturwissenschaftler, Fotograf und Folklorist
- Jackson, Bull Moose (1919–1989), US-amerikanischer Saxophonist und Sänger
- Jackson, Busher (1911–1966), kanadischer Eishockeyspieler

###### Jackson, C
- Jackson, Calvin (1919–1985), US-amerikanischer Jazzpianist und Filmkomponist und -orchestrator
- Jackson, Cameron (* 1986), tschechischer Pornodarsteller
- Jackson, Carl Newell (1875–1946), US-amerikanischer Altphilologe
- Jackson, Caroline (* 1946), britische Politikerin (Conservative Party) und MdEP
- Jackson, Charles (1797–1876), US-amerikanischer Politiker
- Jackson, Charles Douglas (1902–1964), US-amerikanischer Publizist
- Jackson, Charles Loring (1847–1935), US-amerikanischer Chemiker
- Jackson, Charles R. (1903–1968), US-amerikanischer Schriftsteller
- Jackson, Charles Thomas (1805–1880), US-amerikanischer Mediziner, Chemiker, Geologe und Mineraloge
- Jackson, Chase (* 1994), US-amerikanische Kugelstoßerin
- Jackson, Chevalier (1865–1958), US-amerikanischer Mediziner
- Jackson, Cheyenne (* 1975), US-amerikanischer Schauspieler und MusicaldarstellerCheyenne Jackson (* 1975)

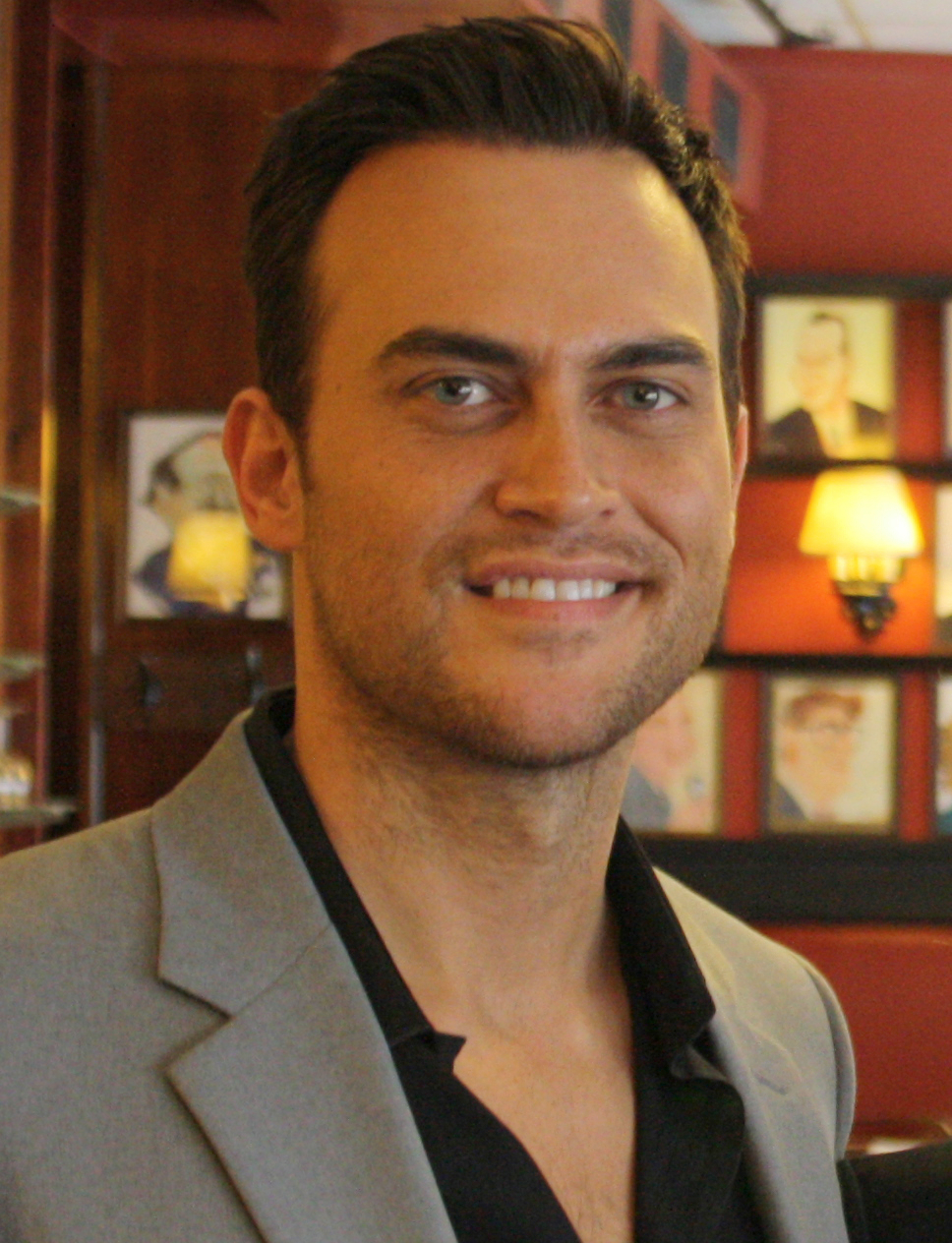
Cheyenne Jackson (* 1975)

- Jackson, Chip (* 1950), amerikanischer Jazzmusiker
- Jackson, Chris (* 1970), neuseeländischer Fußballspieler
- Jackson, Christina (* 1987), US-amerikanische Schauspielerin
- Jackson, Christine E. (* 1936), englische Autorin und Biographin
- Jackson, Christopher (* 1975), US-amerikanischer Film- und Theaterschauspieler
- Jackson, Chubby (1918–2003), amerikanischer Jazzmusiker (Bassist, Komponist)
- Jackson, Chuck (1937–2023), amerikanischer Rhythm-and-Blues-Sänger
- Jackson, Claiborne Fox (1806–1862), US-amerikanischer Politiker
- Jackson, Cliff (1902–1970), US-amerikanischer Jazzmusiker
- Jackson, Clinton (* 1954), US-amerikanischer Boxer
- Jackson, Colin (* 1967), britischer HürdensprinterColin Jackson (* 1967)

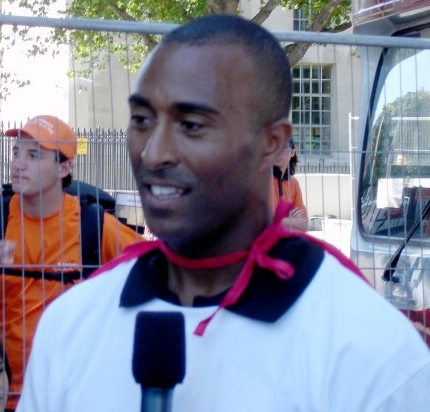
Colin Jackson (* 1967)

- Jackson, Conrad Feger (1813–1862), US-amerikanischer Brigadegeneral der Nordstaaten im Amerikanischen Bürgerkrieg
- Jackson, Cordell (1923–2004), US-amerikanische Rockabilly-Musikerin, Schauspielerin und Label-Betreiberin
- Jackson, Cyril V. (1903–1988), südafrikanischer Astronom

###### Jackson, D
- Jackson, D. D. (* 1967), kanadischer Jazzpianist
- Jackson, Daniel (1937–2014), US-amerikanischer Jazz-Saxophonist, Pianist, Komponist und Musikpädagoge
- Jackson, Daniel (* 1963), US-amerikanischer Informatiker und Hochschullehrer
- Jackson, Daphne (1936–1991), britische Kernphysikerin und erste britische Physikprofessorin
- Jackson, Darren (* 1966), schottischer Fußballspieler
- Jackson, David († 1801), US-amerikanischer Politiker
- Jackson, David (1934–2005), britischer Schauspieler
- Jackson, David (* 1947), britischer Progressive-Rock-Musiker
- Jackson, David (* 1987), US-amerikanischer Pokerspieler
- Jackson, David E. († 1837), US-amerikanischer Trapper, Entdecker, Pelzhändler
- Jackson, David Paul (* 1951), US-amerikanischer Tibetologe
- Jackson, David S. (1813–1872), US-amerikanischer Politiker
- Jackson, Dee D. (* 1954), britische Sängerin
- Jackson, Deon (1946–2014), amerikanischer Sänger
- Jackson, Derek (1906–1982), britischer Physiker
- Jackson, DeSean (* 1986), US-amerikanischer American-Football-Spieler
- Jackson, Dewey (1900–1994), US-amerikanischer Jazz-Trompeter und Bandleader
- Jackson, Dexter (* 1969), US-amerikanischer IFBB-BodybuilderDexter Jackson (* 1969)

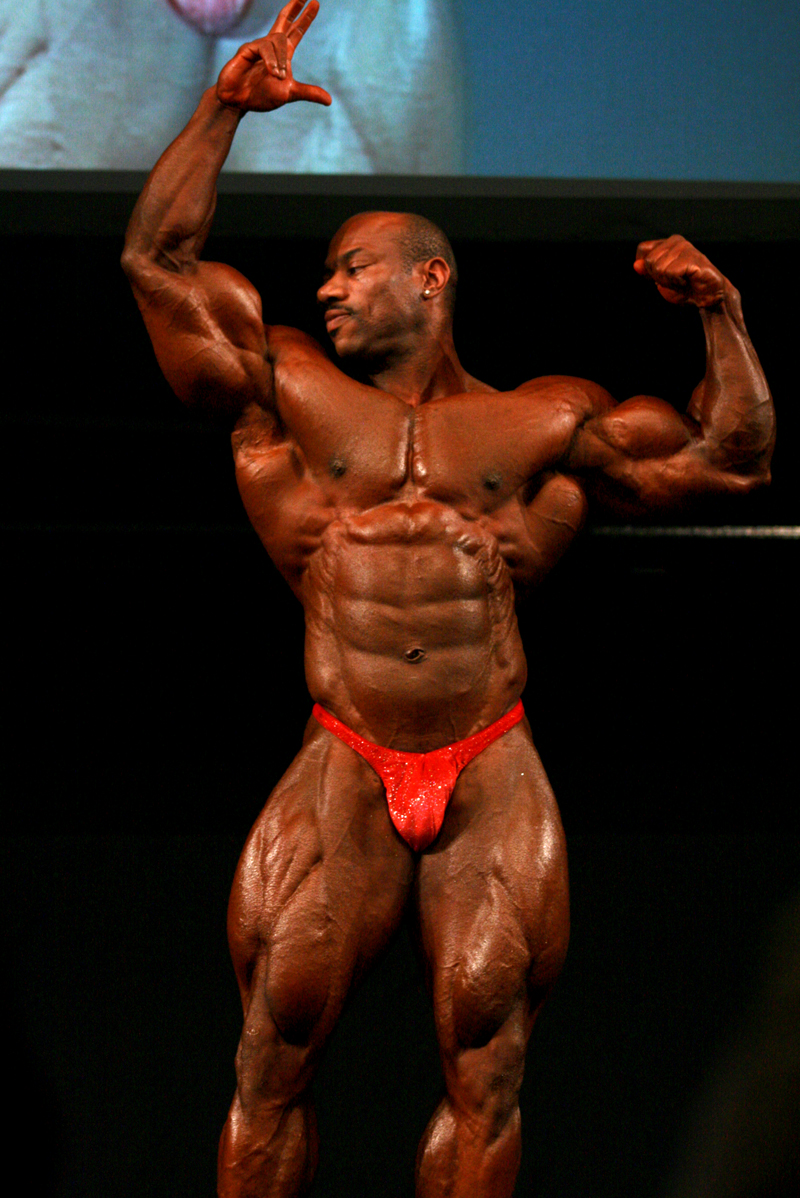
Dexter Jackson (* 1969)

- Jackson, Dexter (* 1977), US-amerikanischer American-Football-Spieler
- Jackson, Dexter (* 1986), US-amerikanischer Footballspieler
- Jackson, D’Marco (* 1998), US-amerikanischer American-Football-Spieler
- Jackson, Dominik (* 1984), britischer Rennfahrer
- Jackson, Dominique, Aus Trinidad und Tobago stammende, US-amerikanische Schauspielerin, Model und Autorin
- Jackson, Don (* 1956), US-amerikanischer Eishockeyspieler und -trainer
- Jackson, Don D. (1920–1968), US-amerikanischer Psychotherapeut
- Jackson, Donald (1932–2009), kanadischer Bogenschütze
- Jackson, Donald (* 1940), kanadischer Eiskunstläufer
- Jackson, Donald L. (1910–1981), US-amerikanischer Politiker
- Jackson, Donte (* 1995), US-amerikanischer American-Football-Spieler
- Jackson, Douglas (* 1938), kanadischer Filmregisseur, Filmproduzent und Drehbuchautor
- Jackson, Drake (* 2001), US-amerikanischer American-Football-Spieler
- Jackson, Duffy (1953–2021), US-amerikanischer Jazzmusiker
- Jackson, Dugald C. (1865–1951), amerikanischer Elektroingenieur
- Jackson, Dunham (1888–1946), US-amerikanischer Mathematiker

###### Jackson, E
- Jackson, E. B. (1879–1947), US-amerikanischer Politiker
- Jackson, Ebenezer (1796–1874), US-amerikanischer Politiker
- Jackson, Eddie (1926–2002), US-amerikanischer Country- und Rockabilly-Sänger
- Jackson, Eddie (* 1993), US-amerikanischer American-Football-Spieler
- Jackson, Edward B. (1793–1826), US-amerikanischer Politiker
- Jackson, Edward L. (1873–1954), US-amerikanischer Politiker
- Jackson, Edward St John (1886–1961), britischer Kolonialrichter und Administrator
- Jackson, Edwin (* 1989), französischer Basketballspieler
- Jackson, Elihu (1837–1907), US-amerikanischer Politiker, Gouverneur von Maryland
- Jackson, Erin (* 1992), US-amerikanische Eisschnellläuferin und Speedskaterin
- Jackson, Esther Cooper (1917–2022), amerikanische Bürgerrechtsaktivistin und Sozialarbeiterin
- Jackson, Ezekiel (* 1978), guyanischer Bodybuilder und Pro-Wrestler

###### Jackson, F
- Jackson, Felix (1902–1992), deutsch-US-amerikanischer Drehbuchautor und Filmproduzent
- Jackson, Francis Ernest (1872–1945), britischer Maler, Zeichner, Plakatdesigner und Lithograf
- Jackson, Frank Cameron (* 1943), australischer Philosoph
- Jackson, Frank D. (1854–1938), US-amerikanischer Politiker (Republikanische Partei)
- Jackson, Franz (1912–2008), US-amerikanischer Jazz-Klarinettist
- Jackson, Fred (* 1929), US-amerikanischer Jazz-Saxophonist
- Jackson, Fred (* 1981), US-amerikanischer Footballspieler
- Jackson, Fred Jr., US-amerikanischer Jazzsaxophonist und -flötist
- Jackson, Fred S. (1868–1931), US-amerikanischer Politiker
- Jackson, Freda (1907–1990), britische Schauspielerin
- Jackson, Freddie (* 1956), US-amerikanischer Soul-Sänger
- Jackson, Frederick (1847–1915), US-amerikanischer Politiker
- Jackson, Frederick George (1860–1938), britischer Polarforscher und Abenteurer

###### Jackson, G
- Jackson, Gemma (* 1951), britische Szenenbildnerin und Produktionsdesignerin
- Jackson, Gene (* 1961), US-amerikanischer Jazz-Schlagzeuger
- Jackson, Geoffrey James (1929–1986), kanadischer Bauingenieur
- Jackson, George (1757–1831), US-amerikanischer Politiker
- Jackson, George (1941–1971), US-amerikanischer Aktivist, Mitglied der Black Panther Party und einer der Soledad-Brüder
- Jackson, George (* 2000), neuseeländischer Radrennfahrer
- Jackson, George Gee (1920–2020), US-amerikanischer Mediziner
- Jackson, George K. († 1822), britisch-amerikanischer Komponist
- Jackson, Gildart, Schauspieler
- Jackson, Glenda (1936–2023), britische Schauspielerin und Politikerin, Mitglied des House of CommonsGlenda Jackson (1936–2023)

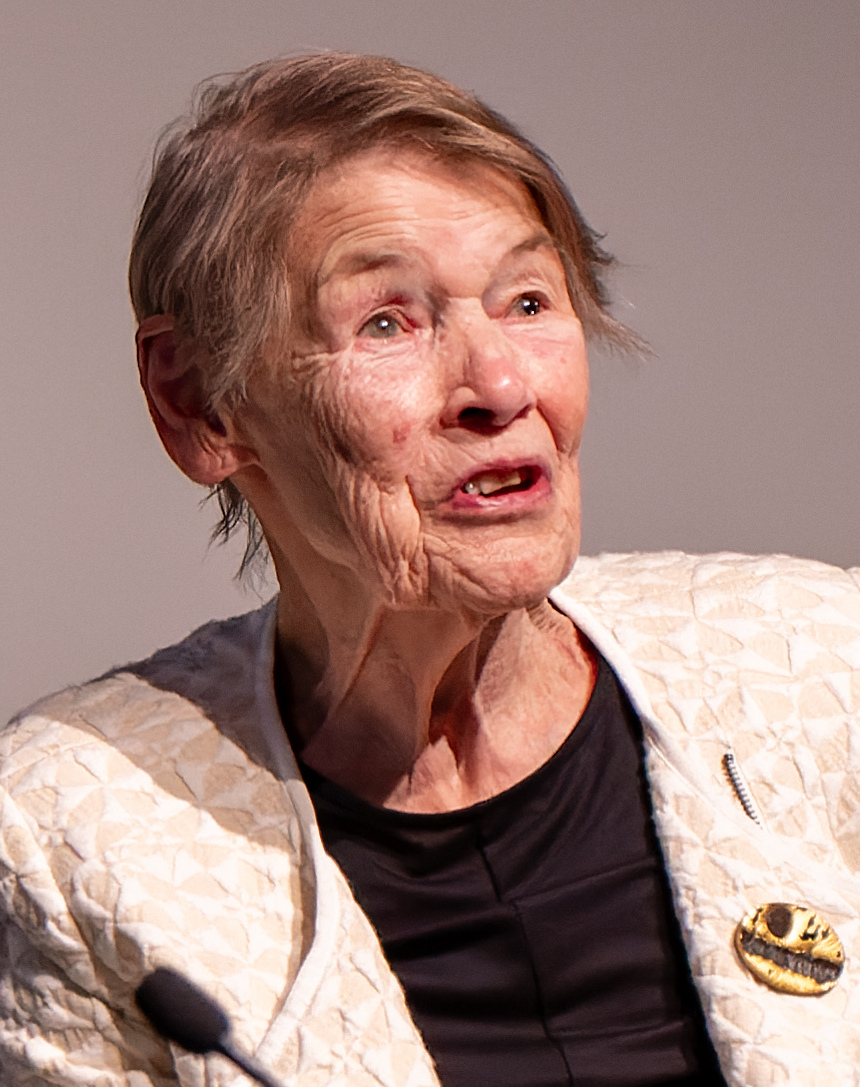
Glenda Jackson (1936–2023)

- Jackson, Gordon (1923–1990), schottischer Schauspieler
- Jackson, Gordon (1924–1991), australischer Geschäftsmann
- Jackson, Gordon (* 1946), schottischer Politiker
- Jackson, Grace (* 1961), jamaikanische Sprinterin
- Jackson, Graham (1967–2012), britischer Dirigent
- Jackson, Gregory (* 1971), US-amerikanischer Soziologe und Betriebswirt

###### Jackson, H
- Jackson, Hal (1915–2012), US-amerikanischer Radiomoderator
- Jackson, Hancock Lee (1796–1876), US-amerikanischer Politiker
- Jackson, Harry (1873–1951), australischer Politiker, Sprecher des South Australian House of Assembly
- Jackson, Harry (1896–1953), US-amerikanischer Kameramann
- Jackson, Harry (* 1941), britischer Radrennfahrer
- Jackson, Harry C. (1915–2000), US-amerikanischer Politiker
- Jackson, Hartley H. T. (1881–1976), US-amerikanischer Mammaloge
- Jackson, Heather, klassische Archäologin
- Jackson, Heather (* 1984), amerikanische Triathletin
- Jackson, Helen Hunt (1830–1885), amerikanische Autorin
- Jackson, Hendrik (* 1971), deutscher Lyriker, Essayist und Übersetzer
- Jackson, Henry (* 1947), jamaikanischer Weitspringer, Dreispringer, Hürdenläufer und Hochspringer
- Jackson, Henry Bradwardine (1855–1929), britischer Admiral; Erster Seelord
- Jackson, Henry M. (1912–1983), US-amerikanischer PolitikerHenry M. Jackson (1912–1983)

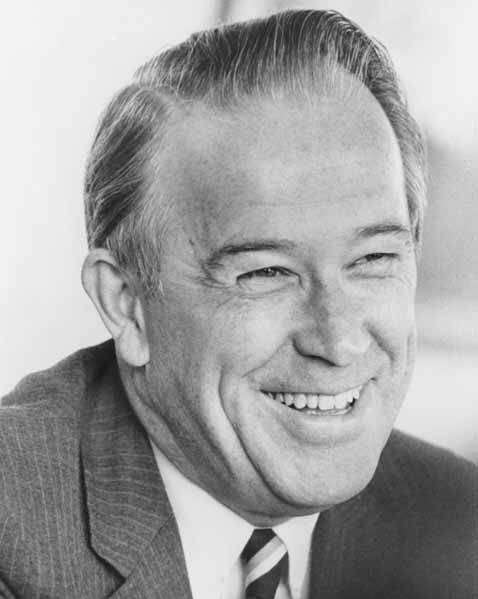
Henry M. Jackson (1912–1983)

- Jackson, Henry Moore (1849–1908), britischer Kolonialgouverneur
- Jackson, Herbert Spencer (1883–1951), US-amerikanischer Mykologe
- Jackson, Hollister (1875–1927), US-amerikanischer Anwalt und Politiker
- Jackson, Honoré (1861–1952), kanadischer Journalist
- Jackson, Horace (1898–1952), US-amerikanischer Art Director und Drehbuchautor
- Jackson, Howard (1951–2006), US-amerikanischer Boxer, Karate-Kämpfer und Kickboxer
- Jackson, Howell Edmunds (1832–1895), US-amerikanischer Jurist und Politiker der Demokratischen Partei

###### Jackson, J
- Jackson, J. C. (* 1995), US-amerikanischer Footballspieler
- Jackson, J. J. (* 1942), US-amerikanischer Soul- und R&B-Sänger
- Jackson, Jaafar (* 1996), US-amerikanischer Sänger, Tänzer und Schauspieler
- Jackson, Jabez Young (* 1790), US-amerikanischer Politiker
- Jackson, Jackie (* 1951), US-amerikanischer Sänger und Musiker
- Jackson, Jacob B. (1829–1893), US-amerikanischer Politiker
- Jackson, Jamea (* 1986), US-amerikanische Tennisspielerin
- Jackson, James, kanadischer Volleyballspieler
- Jackson, James (1757–1806), englisch-amerikanischer Politiker
- Jackson, James (1777–1867), US-amerikanischer Arzt und Hochschullehrer
- Jackson, James (1819–1887), US-amerikanischer Politiker
- Jackson, James A. (* 1954), britischer Geologe und Geophysiker
- Jackson, James F., US-amerikanischer Offizier, Generalleutnant der US Air Force
- Jackson, James M. (1825–1901), US-amerikanischer Politiker
- Jackson, James S. (1944–2020), US-amerikanischer Sozialpsychologe
- Jackson, James Streshly (1823–1862), US-amerikanischer Offizier und Politiker
- Jackson, Janet (* 1966), US-amerikanische SängerinJanet Jackson (* 1966)

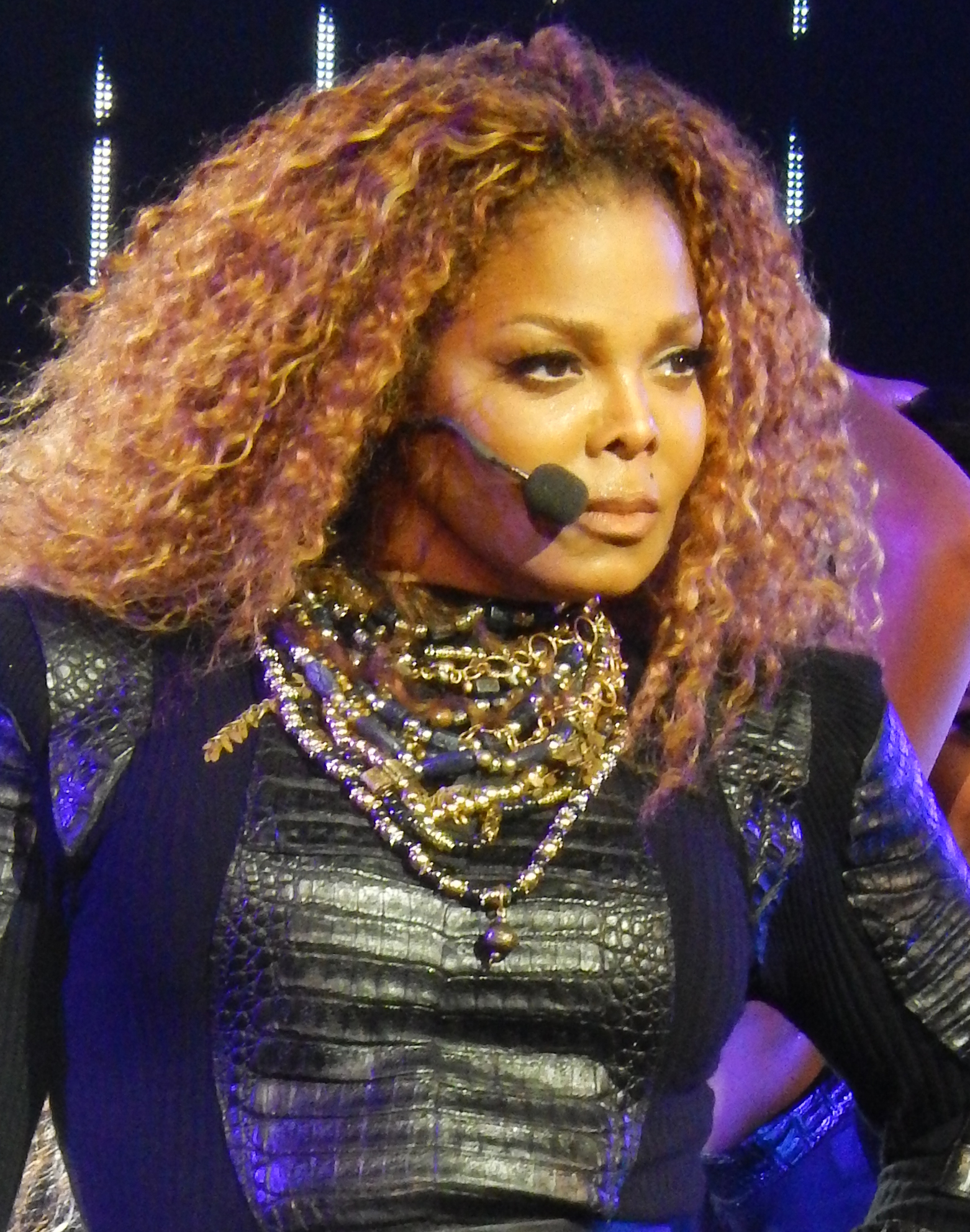
Janet Jackson (* 1966)

- Jackson, Jaren junior (* 1999), US-amerikanischer Basketballspieler
- Jackson, Javon (* 1965), US-amerikanischer Jazzmusiker
- Jackson, Jeff (* 1965), kanadischer Eishockeyspieler und -funktionär
- Jackson, Jeff (* 1982), US-amerikanischer Politiker
- Jackson, Jennifer (* 1945), US-amerikanisches Model und Playmate
- Jackson, Jennifer (1952–2015), kanadische Eisschnellläuferin
- Jackson, Jennifer (* 1995), kanadische Radrennfahrerin und Skilangläuferin
- Jackson, Jennifer (* 2006), US-amerikanische Tennisspielerin
- Jackson, Jeremy (* 1980), US-amerikanischer Schauspieler und Sänger
- Jackson, Jeremy B. C. (* 1942), US-amerikanischer Paläontologe und Meeresbiologe
- Jackson, Jermaine (* 1954), US-amerikanischer SängerJermaine Jackson (* 1954)

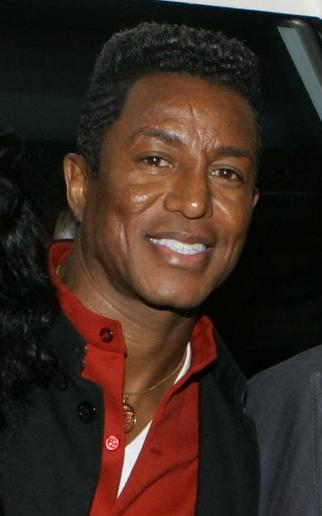
Jermaine Jackson (* 1954)

- Jackson, Jesse (* 1941), US-amerikanischer Baptistenpastor, Politiker und Bürgerrechtler
- Jackson, Jesse junior (* 1965), US-amerikanischer Politiker (Demokratische Partei)
- Jackson, Jim († 1937), US-amerikanischer Blues-Sänger und Gitarrist
- Jackson, Jim (* 1970), US-amerikanischer Basketballspieler
- Jackson, Jimmy (* 1875), schottisch-australischer Fußballspieler und -trainer
- Jackson, Jimmy (1899–1977), englischer Fußballspieler
- Jackson, Jimmy (1910–1984), US-amerikanischer Rennfahrer
- Jackson, Jimmy (* 1943), US-amerikanischer Jazzmusiker
- Jackson, Joanne (* 1986), britische Schwimmerin
- Jackson, Joe (* 1954), britischer MusikerJoe Jackson (* 1954)

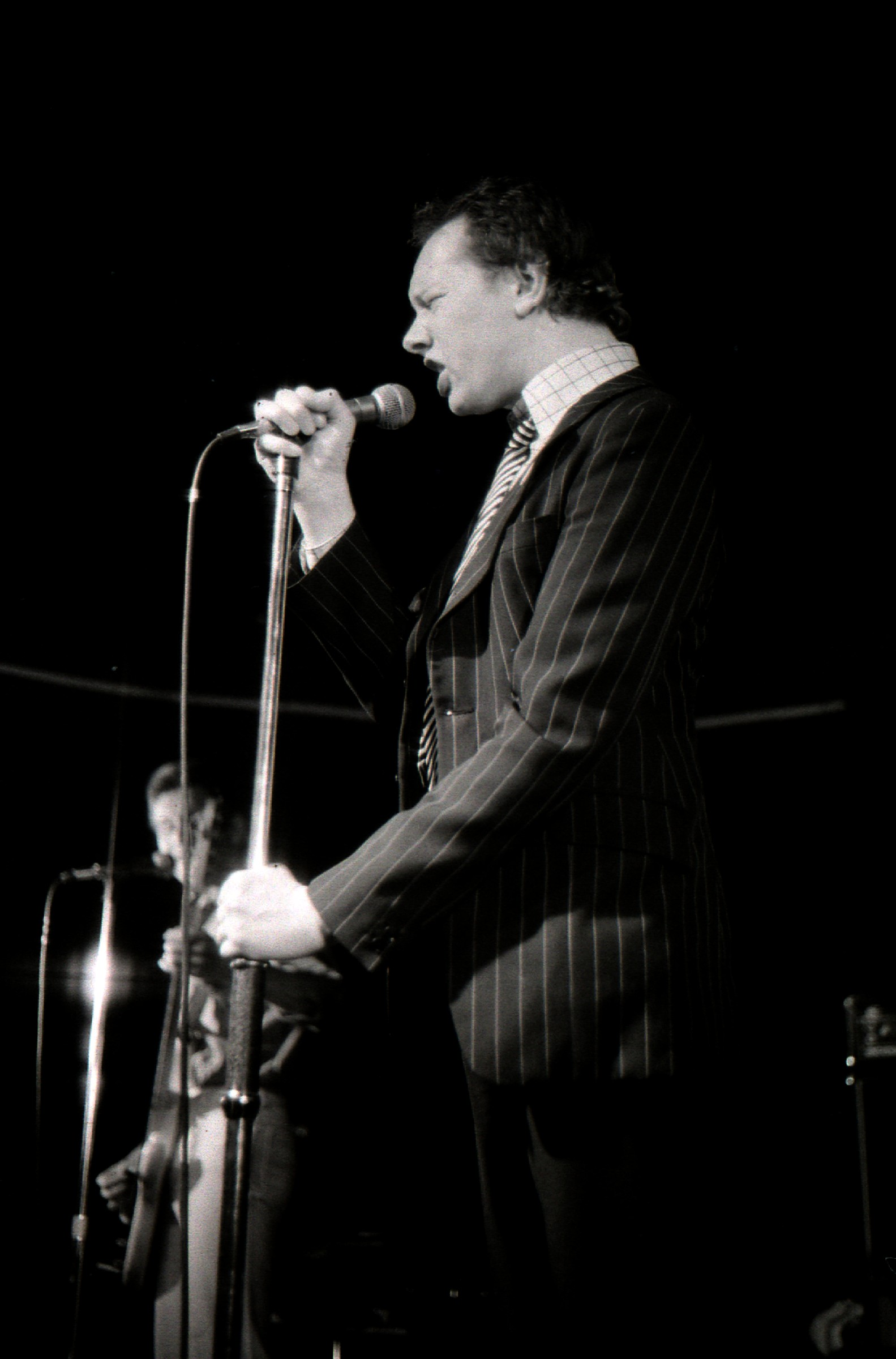
Joe Jackson (* 1954)

- Jackson, Johanna (* 1985), britische Geherin
- Jackson, John (1769–1845), englischer Boxer
- Jackson, John (1885–1971), US-amerikanischer Sportschütze
- Jackson, John (1887–1958), schottischer Astronom
- Jackson, John (1905–1965), schottischer Fußballtorwart
- Jackson, John († 1984), US-amerikanischer Jazz-Musiker
- Jackson, John (1924–2002), US-amerikanischer Bluesmusiker
- Jackson, John (* 1977), britischer Bobfahrer
- Jackson, John, Sicherheitsforscher
- Jackson, John Adams (1825–1878), amerikanischer Bildhauer
- Jackson, John B. (1862–1920), US-amerikanischer Diplomat, Gesandter in Bulgarien, Griechenland. Iran, Kuba, Montenegro, Rumänien und Serbien
- Jackson, John David (1925–2016), kanadisch-US-amerikanischer Physiker
- Jackson, John David (* 1963), US-amerikanischer Boxer
- Jackson, John E., Maskenbildner und Spezialeffektkünstler
- Jackson, John E. (* 1945), britisch-schweizerischer Literaturwissenschaftler, Lyriker und Übersetzer
- Jackson, John George (1777–1825), US-amerikanischer Jurist und Politiker
- Jackson, John H. (1932–2015), amerikanischer Jurist
- Jackson, John Hughlings (1835–1911), englischer Neurologe
- Jackson, John Jay junior (1824–1907), US-amerikanischer Jurist und Politiker
- Jackson, John Jay senior (1800–1877), US-amerikanischer Offizier in der United States Army, Jurist und Politiker
- Jackson, John M. (* 1950), US-amerikanischer Schauspieler
- Jackson, John-David (* 1969), kanadisch-französischer Basketballspieler und -trainer
- Jackson, Johnny (1969–2008), mexikanisch-amerikanischer Hip-Hop-Produzent
- Jackson, Jonah (* 1997), US-amerikanischer Footballspieler
- Jackson, Jonathan (1743–1810), US-amerikanischer Politiker
- Jackson, Jonathan (* 1966), US-amerikanischer Bürgerrechtler und Politiker
- Jackson, Jonathan (* 1982), US-amerikanischer Schauspieler, Musiker und Songwriter
- Jackson, Jordan (* 1990), US-amerikanische Fußballspielerin
- Jackson, Joseph (1880–1960), US-amerikanischer Sportschütze
- Jackson, Joseph (1894–1932), US-amerikanischer Drehbuchautor
- Jackson, Joseph (1904–1981), französischer Sprinter
- Jackson, Joseph (1928–2018), US-amerikanischer Manager, Produzent und Vater der Jackson-Familie
- Jackson, Joseph H. (1900–1990), US-amerikanischer Theologe
- Jackson, Joseph Webber (1796–1854), amerikanischer Politiker und Jurist
- Jackson, Josh (* 1997), US-amerikanischer Basketballspieler
- Jackson, Joshua (* 1978), kanadischer SchauspielerJoshua Jackson (* 1978)

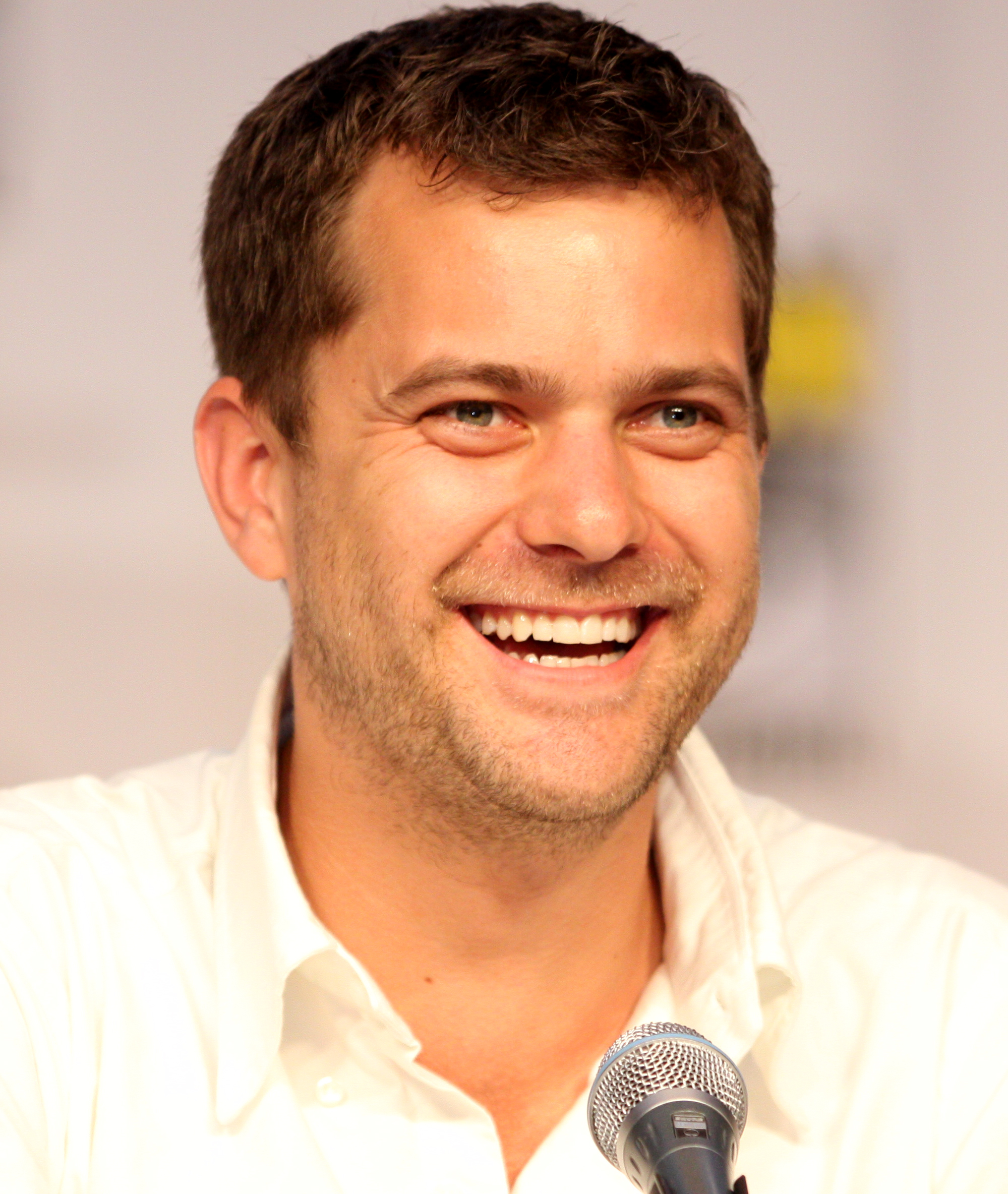
Joshua Jackson (* 1978)

- Jackson, Julian (* 1960), Boxsportler der Amerikanischen Jungferninseln
- Jackson, Julian T. (* 1954), britischer Historiker und Hochschullehrer
- Jackson, Justin (* 1995), US-amerikanischer Basketballspieler

###### Jackson, K
- Jackson, Kate (* 1948), US-amerikanische Schauspielerin
- Jackson, Katherine (* 1930), US-amerikanische Autorin
- Jackson, Katie (* 1996), neuseeländische Schauspielerin
- Jackson, Keefe, US-amerikanischer Jazz- und Improvisationsmusiker
- Jackson, Keith Alexander (1798–1843), britischer Offizier
- Jackson, Kenneth A. (1930–2022), US-amerikanischer Physiker und Hochschullehrer
- Jackson, Ketanji Brown (* 1970), US-amerikanische Juristin
- Jackson, Kevin (* 1964), US-amerikanischer Ringer und Trainer
- Jackson, Khyree (1999–2024), US-amerikanischer Footballspieler
- Jackson, Kim (* 1965), irische Sängerin

###### Jackson, L
- Jackson, La Toya (* 1956), US-amerikanische PopsängerinLa Toya Jackson (* 1956)

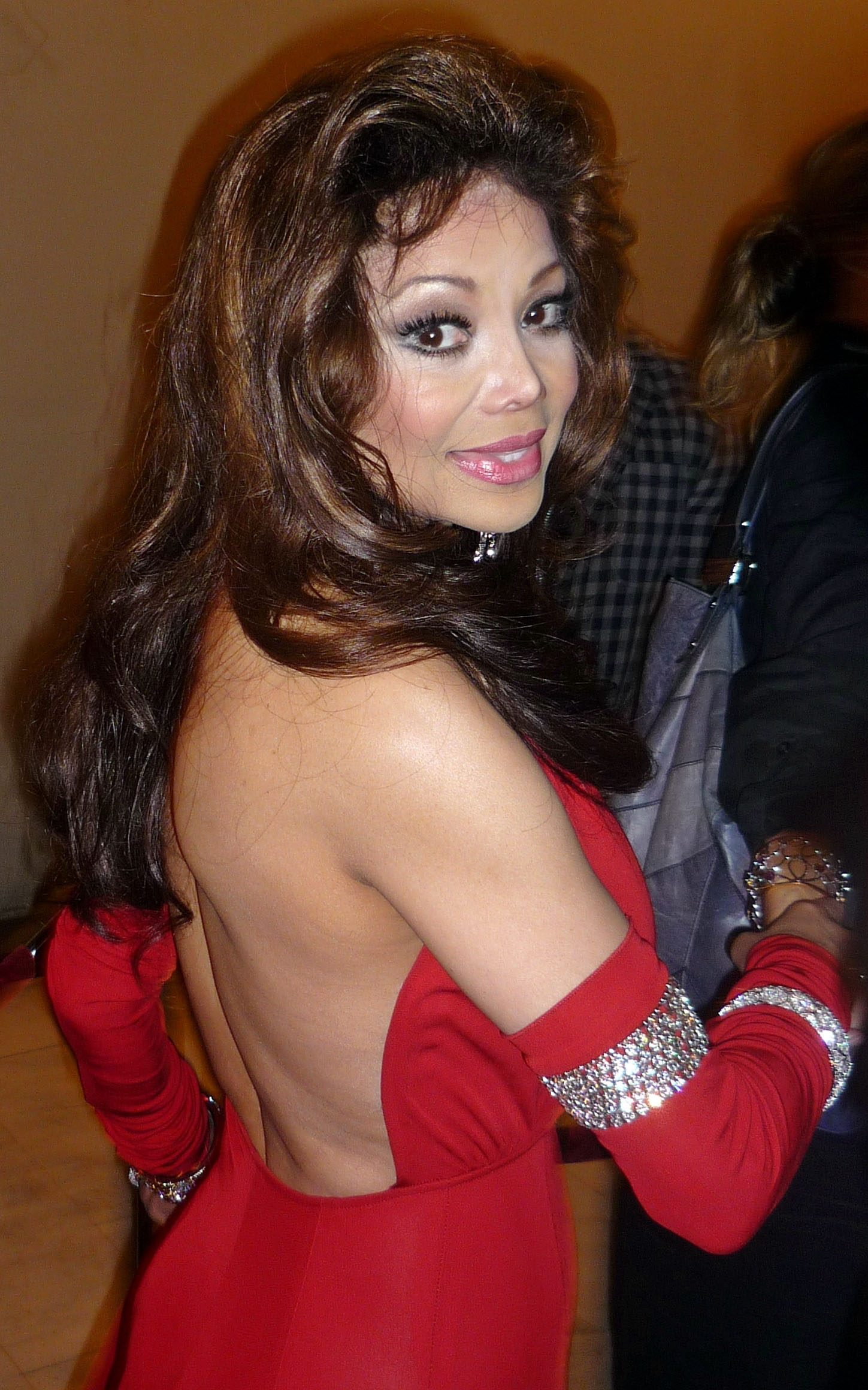
La Toya Jackson (* 1956)

- Jackson, Lamar (* 1997), US-amerikanischer American-Football-Spieler
- Jackson, Lauren (* 1981), australische Basketballspielerin
- Jackson, Laurence (1900–1984), schottischer Curler
- Jackson, Lee (1921–1979), US-amerikanischer Bluesmusiker und Songwriter
- Jackson, Lee (* 1943), britischer Musiker
- Jackson, Lee-Steve (* 1980), britischer Biathlet
- Jackson, Len, britischer Radrennfahrer
- Jackson, Len (1922–1990), englischer Fußballspieler
- Jackson, Len (1923–1968), englischer Fußballspieler
- Jackson, Leon (* 1988), britischer Popsänger
- Jackson, Leroy († 1985), US-amerikanischer Jazzmusiker
- Jackson, Les (* 1952), kanadischer Eishockeyspieler, -trainer und -funktionär
- Jackson, Lily (* 1998), US-amerikanische Schauspielerin
- Jackson, Linda (* 1958), kanadische Radrennfahrerin
- Jackson, Linda (* 1959), britische Managerin, Global CEO der Marke Peugeot
- Jackson, Lisa, kanadische indigene Filmemacherin
- Jackson, Lisa (* 1951), US-amerikanische Autorin
- Jackson, Lisa P. (* 1962), US-amerikanische Politikerin, Leiterin der Environmental Protection Agency
- Jackson, Little Willie (1912–1998), US-amerikanischer Jazz- und Rhythm-&-Blues-Musiker
- Jackson, Lucious (1941–2022), US-amerikanischer Basketballspieler
- Jackson, Luther Porter (1892–1950), US-amerikanischer Historiker und Bürgerrechtler

###### Jackson, M
- Jackson, Mahalia (1911–1972), US-amerikanische GospelsängerinMahalia Jackson (1911–1972)

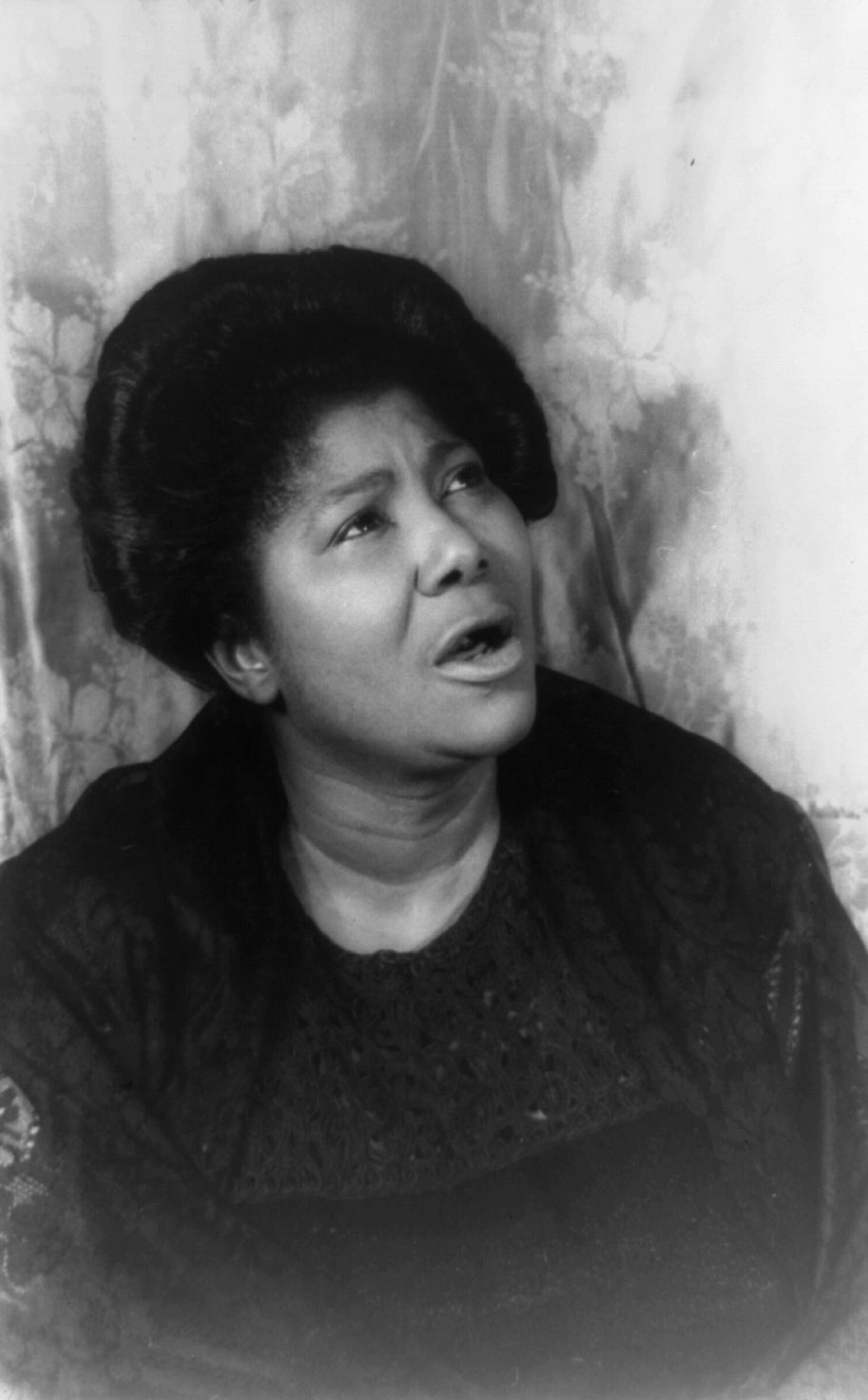
Mahalia Jackson (1911–1972)

- Jackson, Malik (* 1990), US-amerikanischer American-Football-Spieler
- Jackson, Marc Evan (* 1970), US-amerikanischer Schauspieler und Comedian
- Jackson, Mark (* 1965), US-amerikanischer Basketballspieler, -trainer und -analyst
- Jackson, Mark (* 1982), englischer Schauspieler
- Jackson, Markus (* 1978), deutscher Basketballtrainer
- Jackson, Marlon (* 1957), US-amerikanischer SängerMarlon Jackson (* 1957)

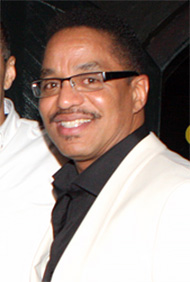
Marlon Jackson (* 1957)

- Jackson, Marvin (1936–2022), US-amerikanischer Rockabilly und Country-Musiker
- Jackson, Mary (1910–2005), US-amerikanische Filmschauspielerin
- Jackson, Mary (1921–2005), US-amerikanische Ingenieurin
- Jackson, Mary Ann (1923–2003), US-amerikanische Kinderdarstellerin, unter anderem bei den Kleinen Strolchen
- Jackson, Matt (* 1971), englischer Fußballspieler und -funktionär
- Jackson, Matthew (* 1962), US-amerikanischer Wirtschaftswissenschaftler und Hochschullehrer
- Jackson, Maybelle, amerikanische Songwriterin
- Jackson, Maynard (1938–2003), US-amerikanischer Politiker
- Jackson, Michael (1942–2007), britischer Experte im Bereich der Bier- und Whiskyverkostung
- Jackson, Michael (* 1956), irischer Geistlicher, Erzbischof von Dublin und Bischof von Glendalough der Church of Ireland
- Jackson, Michael (1958–2009), US-amerikanischer SängerMichael Jackson (1958–2009)

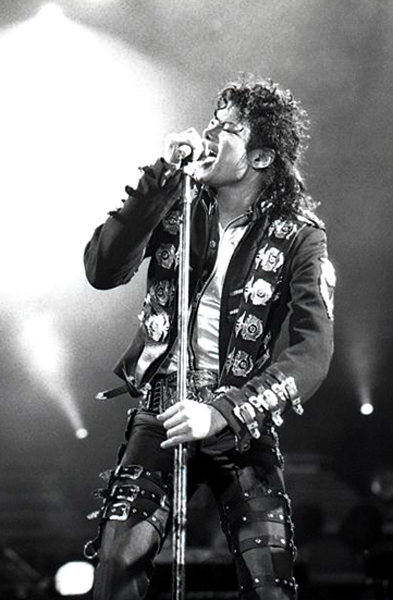
Michael Jackson (1958–2009)

- Jackson, Michael Anthony (* 1936), englischer Informatiker
- Jackson, Michael Gregory (* 1953), amerikanischer Jazz- und Fusionmusiker
- Jackson, Mick (* 1943), britischer Film- und Fernsehregisseur
- Jackson, Mike (1888–1945), US-amerikanischer Blues- und Jazzpianist und Songwriter
- Jackson, Mike (1944–2024), britischer General
- Jackson, Milauna (* 1976), US-amerikanische Filmschauspielerin
- Jackson, Millie (* 1944), US-amerikanische Sängerin
- Jackson, Milt (1923–1999), US-amerikanischer Jazz-Vibraphonist
- Jackson, Monica (1920–2020), schottische Bergsteigerin

###### Jackson, N
- Jackson, Nancy B. (1956–2022), US-amerikanische Chemikerin und Hochschullehrerin
- Jackson, Neil (* 1976), britischer Schauspieler und Drehbuchautor
- Jackson, Nell (1929–1988), US-amerikanische Sprinterin
- Jackson, Nicola (* 1984), britische Schwimmerin
- Jackson, Nicolas (* 2001), senegalesischer Fußballspieler
- Jackson, Noah (* 1988), US-amerikanischer Jazzmusiker (Kontrabass)

###### Jackson, O
- Jackson, Oliver (1933–1994), US-amerikanischer Schlagzeuger des Swing
- Jackson, Olivia (* 1983), südafrikanische Schauspielerin und Stuntfrau
- Jackson, Oscar Lawrence (1840–1920), US-amerikanischer Politiker
- Jackson, O’Shea junior (* 1991), amerikanischer Rapper und Schauspieler

###### Jackson, P
- Jackson, Papa Charlie († 1938), US-amerikanischer Blues-Musiker
- Jackson, Paris (* 1998), US-amerikanische Schauspielerin, Model und SängerinParis Jackson (* 1998)

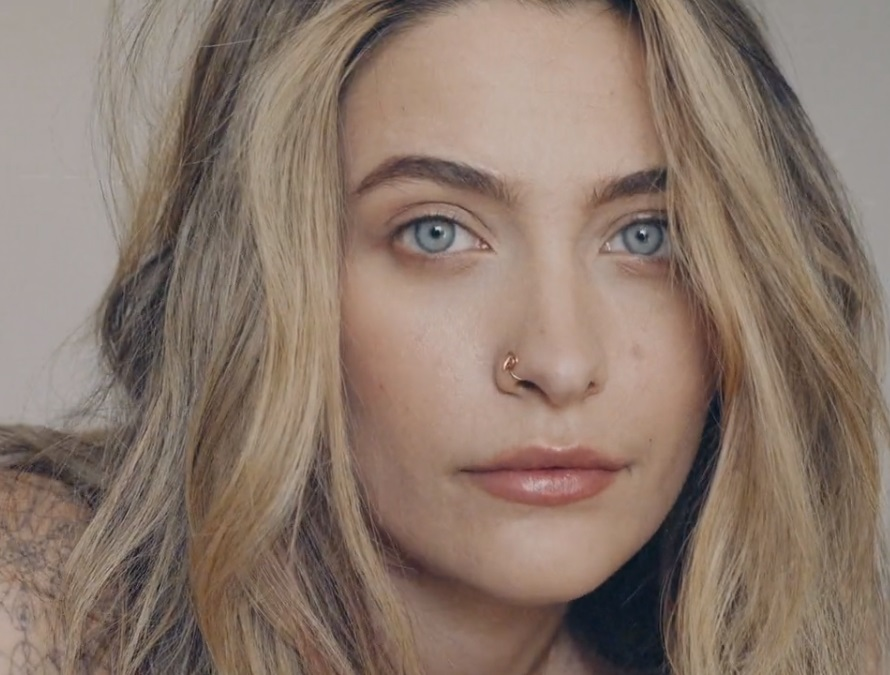
Paris Jackson (* 1998)

- Jackson, Pat (1916–2011), britischer Film- und Fernsehregisseur
- Jackson, Patricia (* 1958), US-amerikanische Sprinterin
- Jackson, Paul (1947–2021), US-amerikanischer Kontrabassist und Fusion-Bassist
- Jackson, Paul Jr. (* 1959), amerikanischer Komponist, Arrangeur, Produzent und Gitarrist im Bereich Fusion
- Jackson, Paula (* 1986), britische Bobfahrerin
- Jackson, Peter (1861–1901), britischer Boxer
- Jackson, Peter (1928–2020), britischer Politiker, Mitglied des House of Commons, Soziologe und Hochschullehrer
- Jackson, Peter (1949–2011), britischer Informatiker
- Jackson, Peter (* 1961), neuseeländischer Filmregisseur, Filmproduzent, Drehbuchautor und SchauspielerPeter Jackson (* 1961)

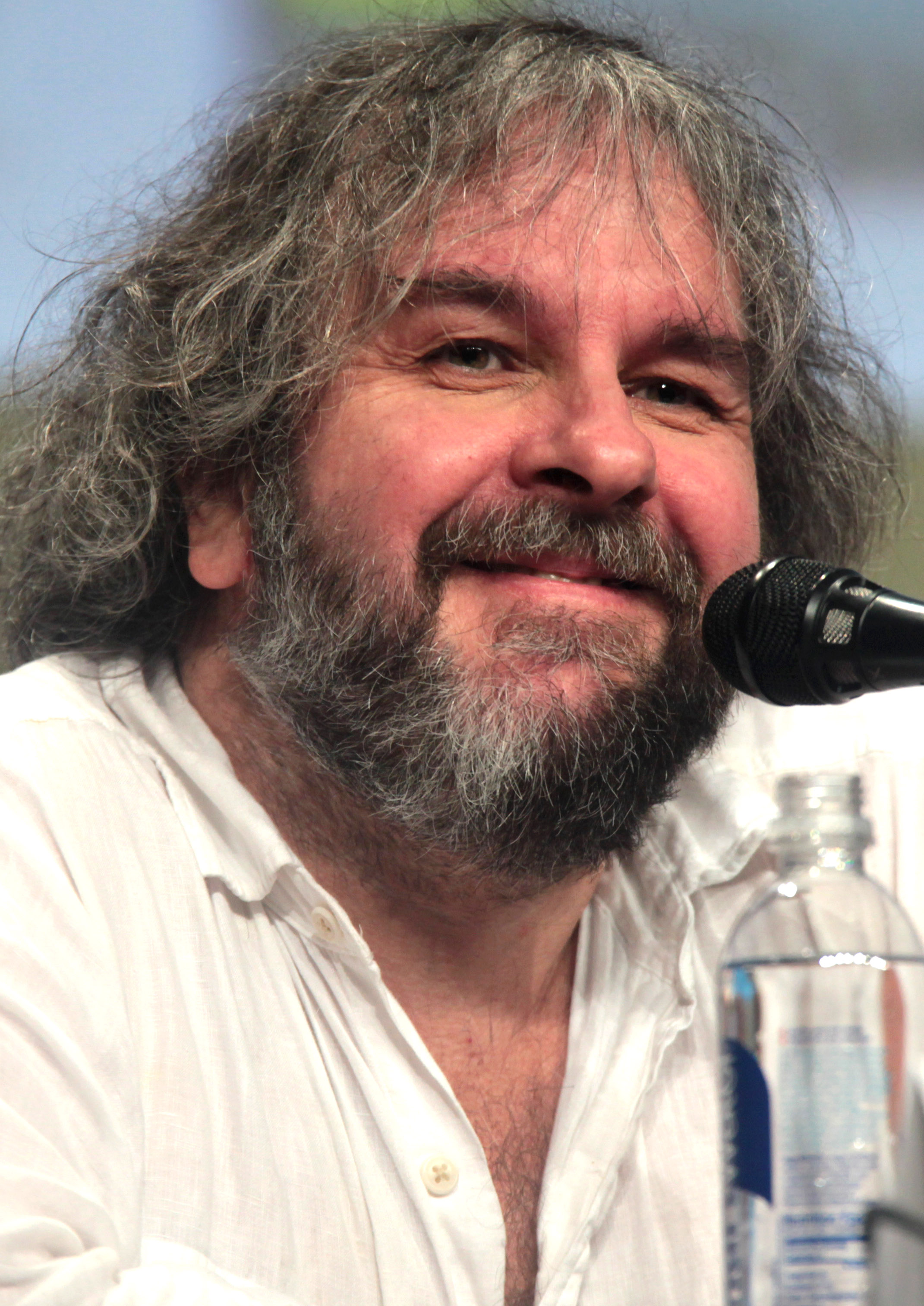
Peter Jackson (* 1961)

- Jackson, Peter (* 1964), neuseeländischer Tischtennisspieler
- Jackson, Peter Herbert (1912–1983), britischer Ruderer
- Jackson, Phil (* 1945), US-amerikanischer Basketballspieler und -trainer
- Jackson, Preston (1902–1983), US-amerikanischer Jazz-Posaunist des New-Orleans-Jazz und Chicago-Jazz

###### Jackson, Q
- Jackson, Quentin (1909–1976), US-amerikanischer Jazzposaunist
- Jackson, Quinton (* 1978), US-amerikanischer Mixed-Martial-Arts-Kämpfer

###### Jackson, R
- Jackson, Rachel (1767–1828), Ehefrau des siebten US-Präsidenten Andrew Jackson
- Jackson, Randy (* 1956), US-amerikanischer Musiker
- Jackson, Randy (* 1961), US-amerikanischer Sänger und Musiker
- Jackson, Raven, US-amerikanische Filmemacherin, Lyrikerin und Fotografin
- Jackson, Raymond Allen (1927–1997), britischer Karikaturist
- Jackson, Rebbie (* 1950), US-amerikanische Sängerin und Musikerin
- Jackson, Reggie (* 1946), US-amerikanischer Baseballspieler
- Jackson, Reggie (* 1990), US-amerikanischer Basketballspieler
- Jackson, Richard junior (1764–1838), US-amerikanischer Politiker
- Jackson, Rickea (* 2001), US-amerikanische Basketballspielerin
- Jackson, Rickey (* 1958), US-amerikanischer American-Football-Spieler
- Jackson, Robert (* 1978), US-amerikanischer Basketballspieler
- Jackson, Robert Earl (* 1949), US-amerikanischer Astronom
- Jackson, Robert H. (1892–1954), US-amerikanischer Hauptanklagevertreter bei den Nürnberger ProzessenRobert H. Jackson (1892–1954)

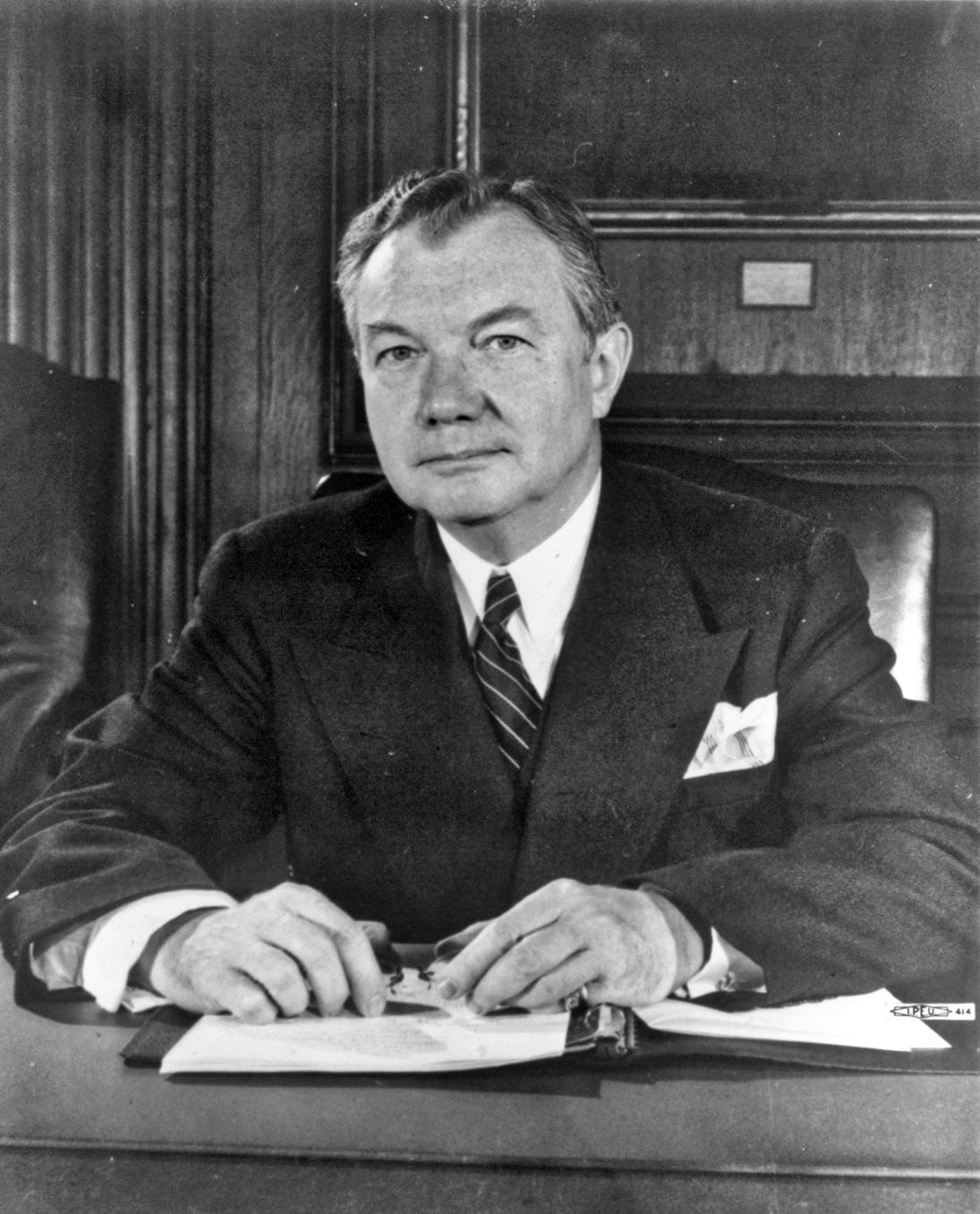
Robert H. Jackson (1892–1954)

- Jackson, Robert Porter (* 1956), US-amerikanischer Diplomat, Botschafter in Ghana und Kamerun
- Jackson, Robert Tracy (1861–1948), US-amerikanischer Paläontologe
- Jackson, Roger (* 1942), kanadischer Ruderer und Hochschullehrer
- Jackson, Roger (* 1958), US-amerikanischer Synchronsprecher
- Jackson, Ronald (* 1953), kanadischer Sprinter
- Jackson, Ronald Shannon (1940–2013), US-amerikanischer Jazzmusiker mit innovativem Schlagzeugspiel
- Jackson, Ronny (* 1967), US-amerikanischer Arzt und Konteradmiral
- Jackson, Rudy (* 1901), US-amerikanischer Jazzklarinettist

###### Jackson, S
- Jackson, Samuel D. (1895–1951), US-amerikanischer Politiker
- Jackson, Samuel L. (* 1948), US-amerikanischer SchauspielerSamuel L. Jackson (* 1948)

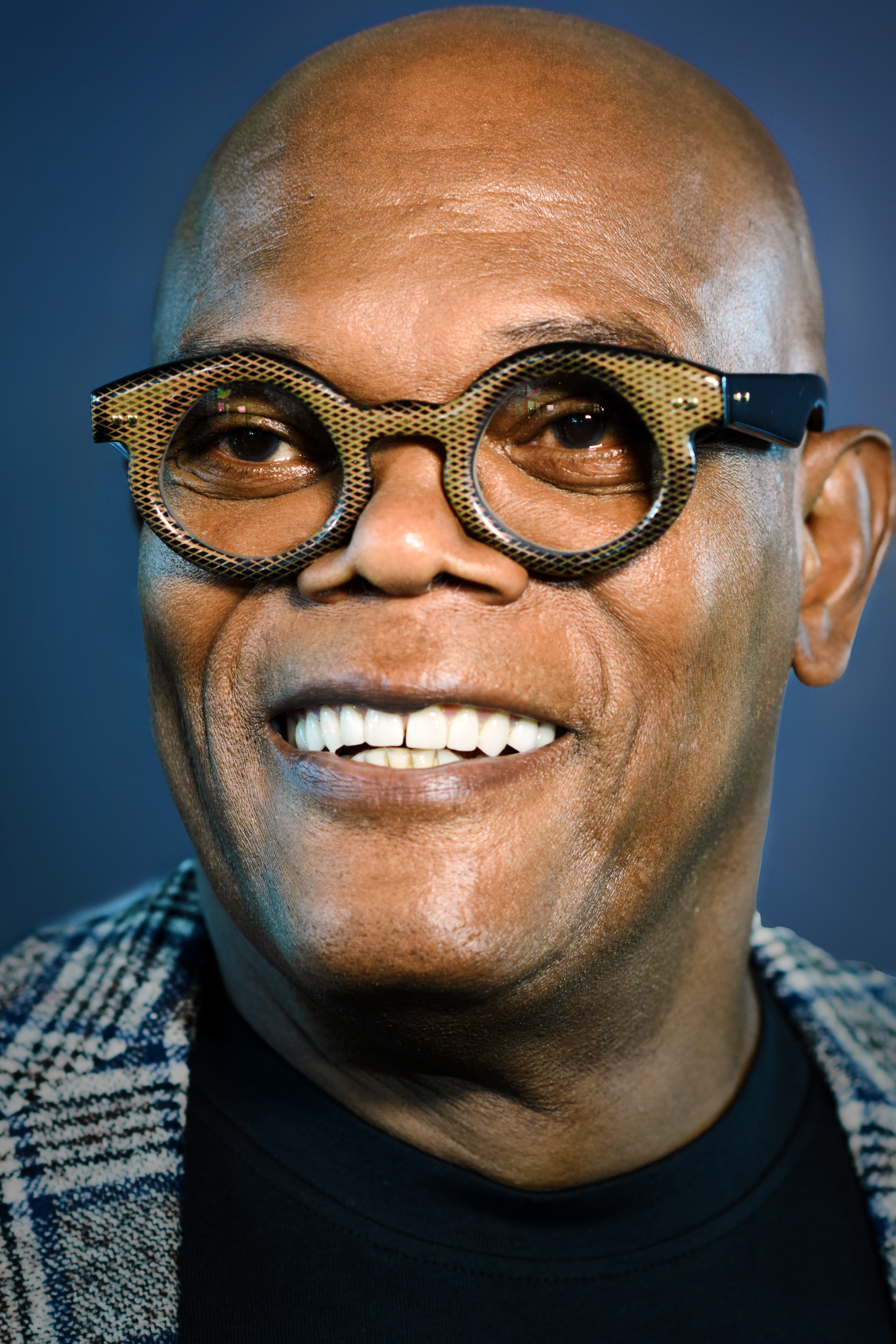
Samuel L. Jackson (* 1948)

- Jackson, Sanders (* 1967), US-amerikanisch-niederländischer Basketballspieler
- Jackson, Saoirse-Monica (* 1993), nordirische Schauspielerin
- Jackson, Sarah (* 1991), US-amerikanische Fußballspielerin
- Jackson, Sarah Yorke (1805–1887), US-amerikanische First Lady (1834–1837)
- Jackson, Sasha (* 1988), britische Schauspielerin
- Jackson, Sean (* 1978), US-amerikanisch-britischer Basketballspieler
- Jackson, Selmer (1888–1971), US-amerikanischer Schauspieler
- Jackson, Shantol (* 1992), jamaikanische Schauspielerin
- Jackson, Shar (* 1976), US-amerikanische Rapperin und Schauspielerin
- Jackson, Shawn (* 2000), US-amerikanischer Tennisspieler
- Jackson, Shelley (* 1963), US-amerikanische Schriftstellerin und Künstlerin
- Jackson, Shericka (* 1994), jamaikanische Sprinterin
- Jackson, Sherry (* 1942), US-amerikanische Schauspielerin
- Jackson, Shirley (1916–1965), US-amerikanische Schriftstellerin
- Jackson, Shirley Ann (* 1946), amerikanische Physikerin
- Jackson, Shoeless Joe (1887–1951), US-amerikanischer Baseballspieler
- Jackson, Simeon (* 1987), kanadischer Fußballspieler
- Jackson, Simon (* 1972), britischer Judoka und Radsportler
- Jackson, Skai (* 2002), US-amerikanische Kinderdarstellerin und SchauspielerinSkai Jackson (* 2002)

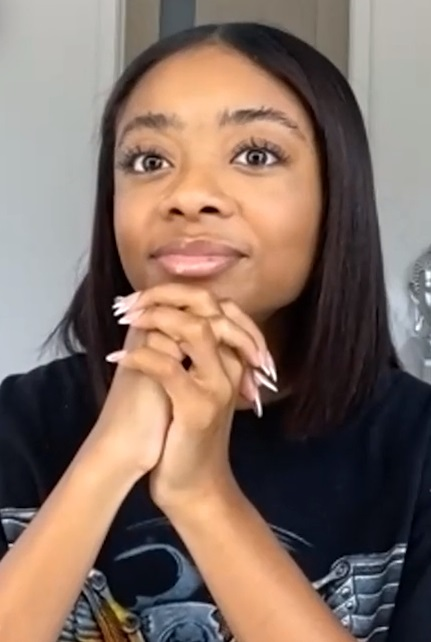
Skai Jackson (* 2002)

- Jackson, Skeeter (* 1956), US-amerikanisch-französischer Basketballspieler
- Jackson, Stacyian (* 1989), niederländische Schauspielerin
- Jackson, Stefon (* 1985), US-amerikanischer Basketballspieler
- Jackson, Stephen (* 1978), US-amerikanischer Basketballspieler
- Jackson, Stephen Philip (* 1962), britischer Molekularbiologe und Biochemiker
- Jackson, Steve (* 1951), englischer Spieleautor
- Jackson, Steve (* 1953), US-amerikanischer Spieleautor
- Jackson, Steven (* 1983), US-amerikanischer American-Football-Spieler
- Jackson, Stonewall (1932–2021), US-amerikanischer Country-Sänger und Songwriter
- Jackson, Sylvia (1946–2022), schottische Politikerin

###### Jackson, T
- Jackson, Taj (* 1973), US-amerikanischer Sänger, Musiker und Regisseur
- Jackson, Tarvaris (1983–2020), US-amerikanischer American-Football-Spieler
- Jackson, Taryll (* 1975), US-amerikanischer Sänger und Musiker
- Jackson, Theo (* 1986), britischer Jazzsänger, Komponist und Pianist
- Jackson, Thomas (1578–1640), englischer Theologe
- Jackson, Thomas B. (1797–1881), US-amerikanischer Jurist und Politiker
- Jackson, Thomas Jobson (1820–1894), britischer Architekt und Maler
- Jackson, Thomas Jonathan (1824–1863), General des konföderierten Heeres
- Jackson, Tim (* 1957), britischer Hochschullehrer am Centre for Environmental Strategy an der University of Surrey
- Jackson, Tim (* 1969), australischer Leichtathlet
- Jackson, Tito (1953–2024), US-amerikanischer SängerTito Jackson (1953–2024)

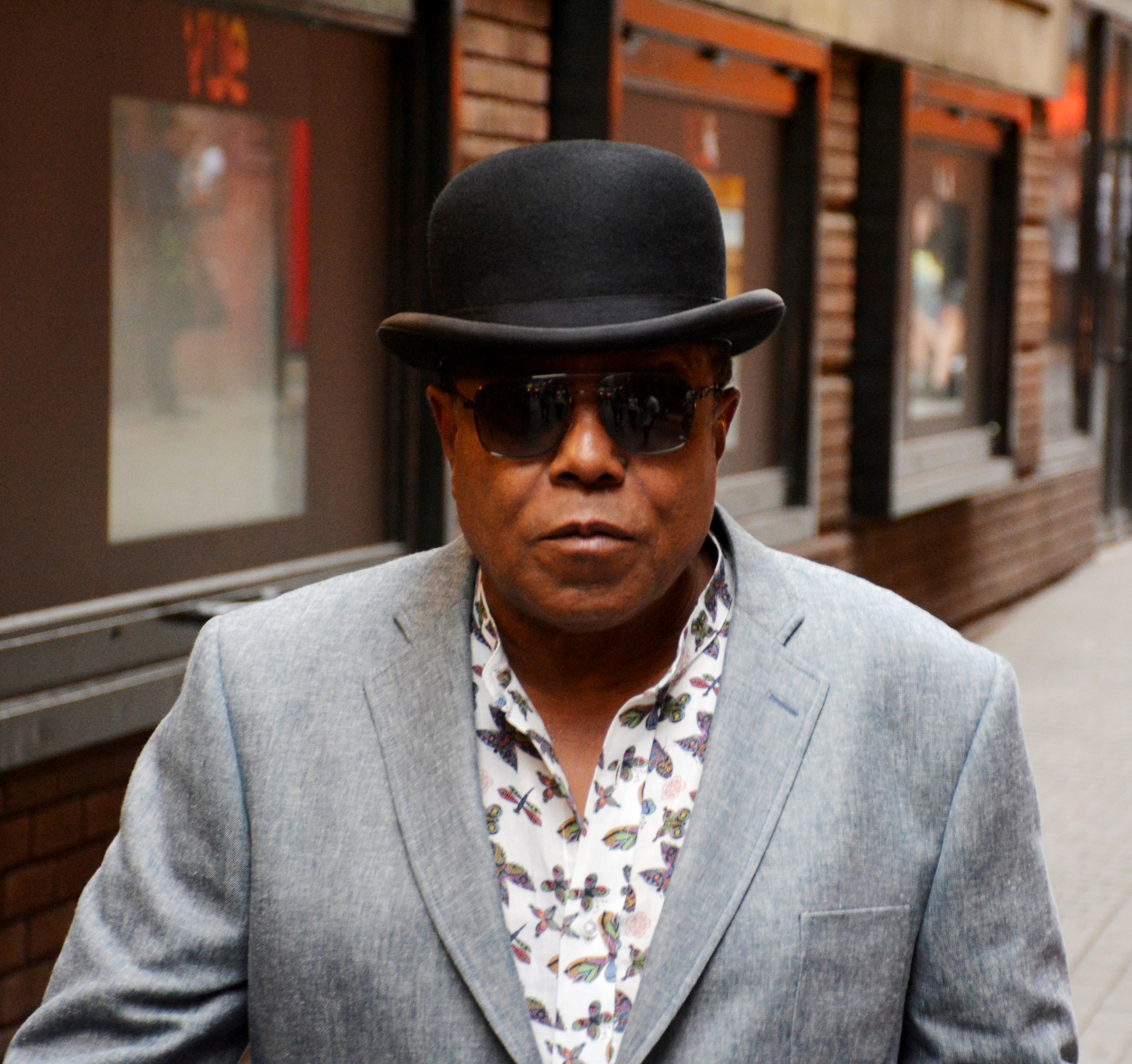
Tito Jackson (1953–2024)

- Jackson, TJ (* 1978), US-amerikanischer Sänger und Musiker
- Jackson, Todd James (* 1979), US-amerikanischer Schauspieler
- Jackson, Tom (* 1948), kanadischer Folk- und Countrysänger
- Jackson, Tommy (* 1946), nordirischer Fußballspieler und -trainer
- Jackson, Tony (1876–1920), US-amerikanischer Pianist, Sänger und Komponist
- Jackson, Tracey (* 1958), US-amerikanische Drehbuch- und Sachbuchautorin
- Jackson, Trachette (* 1972), amerikanische Mathematikerin und Hochschullehrerin
- Jackson, Trevor (* 1996), US-amerikanischer Schauspieler, Sänger und Tänzer
- Jackson, Trina (* 1977), US-amerikanische Schwimmerin
- Jackson, Tyson (* 1986), US-amerikanischer American-Football-Spieler

###### Jackson, V
- Jackson, Victoria (* 1959), US-amerikanische Schauspielerin
- Jackson, Vincent, irischer Politiker

###### Jackson, W
- Jackson, Wanda (* 1937), US-amerikanische Rockabilly- und Country-SängerinWanda Jackson (* 1937)

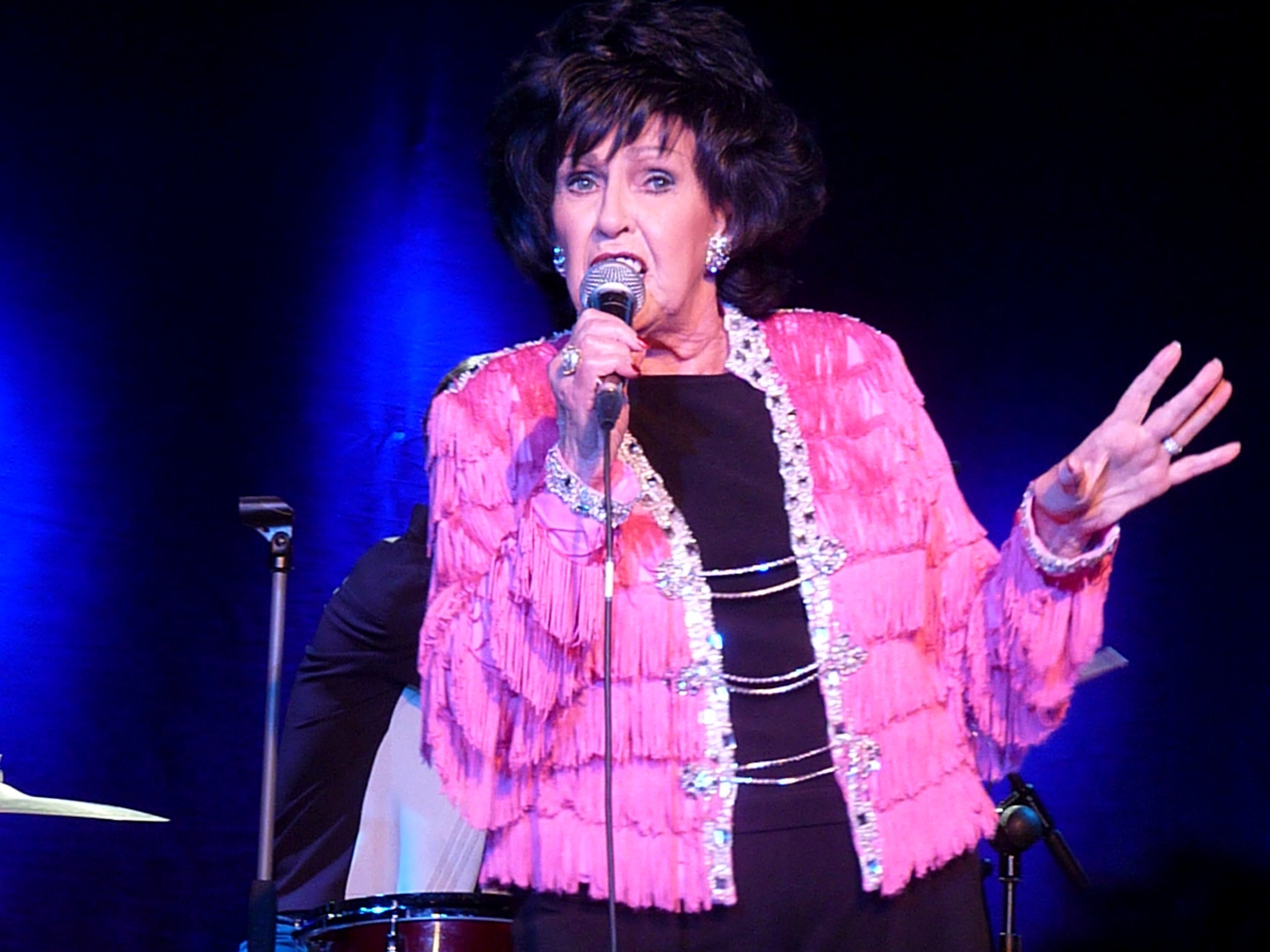
Wanda Jackson (* 1937)

- Jackson, Wayne (1941–2016), US-amerikanischer Trompeter, Arrangeur und Songwriter
- Jackson, Wayne (* 1971), britischer Sänger, Songwriter, Produzent und Gitarrist
- Jackson, Werner (1904–1984), deutscher Künstler
- Jackson, Wes (* 1936), US-amerikanischer Biologe
- Jackson, Wilfred (1906–1988), US-amerikanischer Zeichentrickregisseur
- Jackson, Wilfrid Edward Francis (1883–1971), britischer Kolonialgouverneur von Mauritius, Britisch-Guayana und Tanganjika
- Jackson, William (1759–1828), US-amerikanischer Jurist und Soldat
- Jackson, William (1783–1855), US-amerikanischer Politiker
- Jackson, William Harding (1901–1971), US-amerikanischer Rechtsanwalt, Bankmanager und Nationaler Sicherheitsberater
- Jackson, William Henry (1843–1942), US-amerikanischer FotografWilliam Henry Jackson (1843–1942)

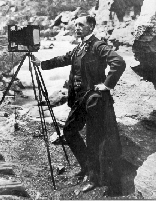
William Henry Jackson (1843–1942)

- Jackson, William Humphreys (1839–1915), US-amerikanischer Politiker
- Jackson, William III (* 1992), US-amerikanischer Footballspieler
- Jackson, William Kilgour (1871–1955), schottischer Curler
- Jackson, William Lowther (1825–1890), US-amerikanischer Jurist, Politiker und Offizier in der Konföderiertenarmee
- Jackson, William Purnell (1868–1939), US-amerikanischer Politiker
- Jackson, William S. († 1932), US-amerikanischer Jurist und Politiker
- Jackson, William Terry (1794–1882), US-amerikanischer Jurist und Politiker
- Jackson, William, 1. Baron Allerton (1840–1917), britischer Politiker, Unterhausabgeordneter und Peer
- Jackson, Willie (* 1961), neuseeländischer Radio- und Fernsehmoderator und Politiker der New Zealand Labour Party
- Jackson, Willis (1928–1987), US-amerikanischer Jazzmusiker (Tenorsaxophonist)
- Jackson, Willis, Baron Jackson of Burnley (1904–1970), britischer Elektroingenieur und Hochschullehrer
- Jackson, Wilton (* 1935), Sprinter und Hürdenläufer aus Trinidad und Tobago

###### Jackson, Y
- Jackson, Yasha, US-amerikanische Schauspielerin und Synchronsprecherin

###### Jackson-C
- Jackson-Cohen, Oliver (* 1986), britischer Schauspieler und ModelOliver Jackson-Cohen (* 1986)

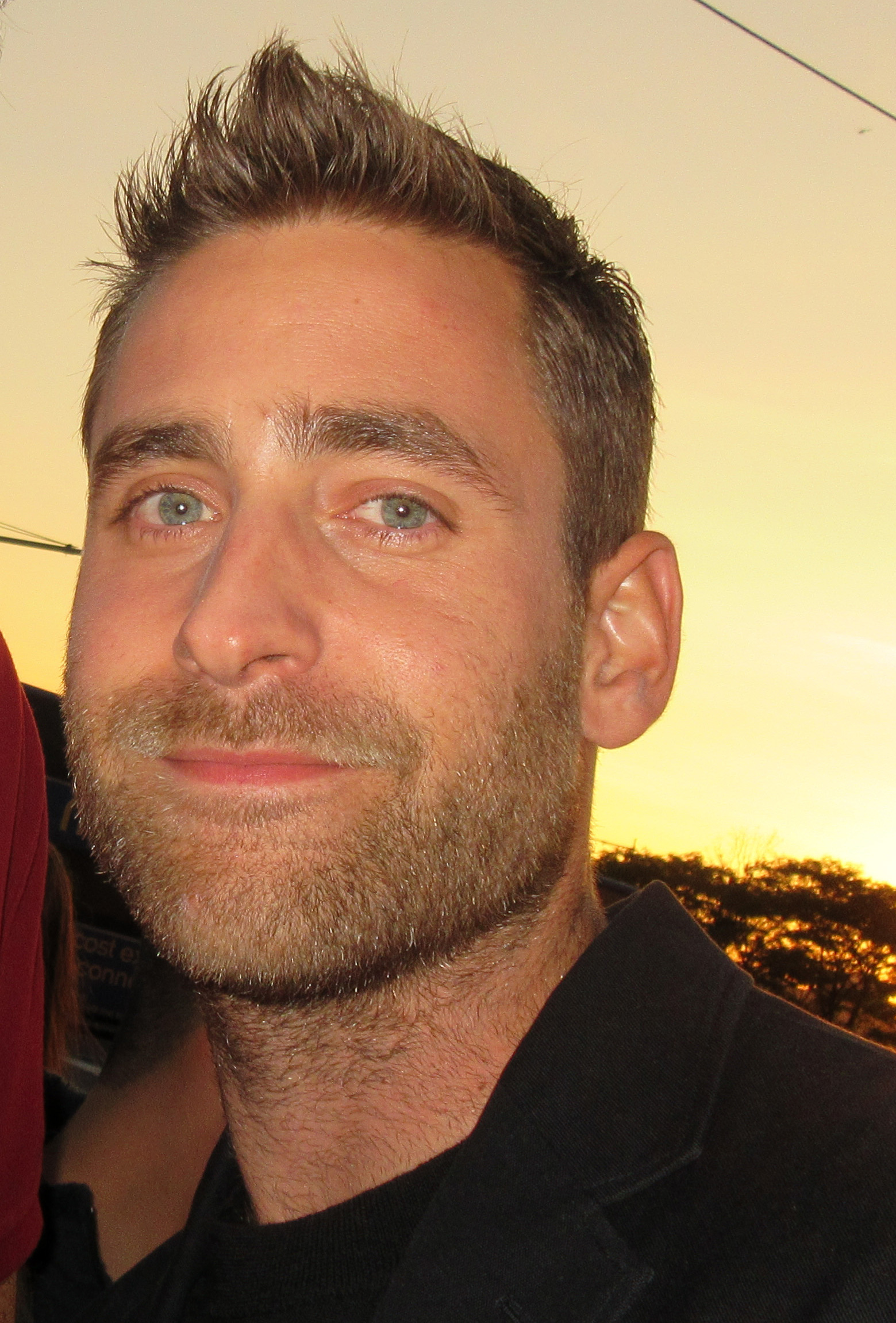
Oliver Jackson-Cohen (* 1986)

###### Jackson-H
- Jackson-Hamel, Anthony (* 1993), kanadischer Fußballspieler

###### Jackson-J
- Jackson-Jones, Tiffany (1985–2022), US-amerikanische Basketballspielerin

###### Jackson-K
- Jackson-Keen, Fox (* 1995), britischer Theater- und Filmschauspieler, Musicaldarsteller, Sänger und Tänzer

###### Jackson-N
- Jackson-Nelson, Marjorie (* 1931), australische Leichtathletin und Gouverneurin von South Australia

#### Jackst
- Jackstädt, Lore (1924–2019), deutsche Unternehmerwitwe und Mäzenin
- Jackstädt, Werner (1925–2005), deutscher Unternehmer, Mäzen und Stifter
- Jackstell, Reinhold (1923–2004), deutscher Fußballspieler und -trainer
- Jackstien, Karl (1899–1943), deutscher Politiker (NSDAP)

### Jacku
- Jackūnas, Žibartas Juozas (* 1940), litauischer Philosoph und Politiker
- Jackus, Jonas (1894–1977), litauischer Generalleutnant

### Jackv
- Jackvony, Bernard A. (* 1945), US-amerikanischer Politiker

### Jackw
- Jackwerth, Peter (* 1957), deutscher Unternehmer und Fußballfunktionär

### Jacky
- Jacky, Adzeu Yapo (* 1998), ivorischer Sprinter